# 可部線
可部線（かべせん）は、広島県広島市西区の横川駅から同市安佐北区のあき亀山駅に至る西日本旅客鉄道（JR西日本）の鉄道路線（地方交通線）である。
「広島シティネットワーク」に属する路線の一つで、広島市中心部から太田川右岸を北上し、安佐北区・安佐南区のニュータウンと市中心部を結ぶ都市近郊路線である。2014年（平成26年）からラインカラーには「太田川沿いを運行し、名水百選に選ばれた澄んだ川の水のイメージ」として青（■）が、路線記号は B が選定されている。2017年（平成29年）3月4日に可部駅 - あき亀山駅間が延伸開業し、全国で初めていったん廃止されたJRの路線が復活した事例となった。

## 概要
1898年（明治31年）、広島鉄道が広島 - 可部間を2フィート6インチ軌間のトロッコ式軌間で鉄道敷設を計画。1909年（明治42年）に大日本軌道広島支社が軽便鉄道規格で開業した。当時は、小型の蒸気機関車が立てば頭がつかえるような小型客車を引き、客が多ければ起動できずに皆で後押しをするような貧弱な輸送機関であり、馬車利用者に軽蔑される状況であった。その後、改軌や事業者の変更を経て広浜鉄道が運営していた路線を、1936年（昭和11年）に改正鉄道敷設法別表第94号の予定線「廣島縣廣島附近ヨリ加計ヲ經テ島根縣濱田附近ニ至ル鐵道」の一部として国が買収したものであり、国有化時点で既に電化路線であった。1,067 mm軌間に改軌したときに横川駅 - 旧・三滝駅間の線路付け替えが行われ、松原駅が廃止された。
太田川放水路の建設に伴い、横川駅 - 安芸長束駅間の線路付け替えを行い実キロが0.3 km延長。三滝駅が現在地に移転した。付け替えに関して、横川駅 - 可部駅間を廃止し、芸備線経由で下深川駅から可部駅を結ぶ連絡線案が1955年（昭和30年）2月3日の毎日新聞に掲載された。連絡線案の理由として、陰陽連絡線案が当時は存在していたこと。現路線への付け替えの費用見積もり約3億円より、芸備線連絡の方が約2億円と安かったこと。当時の横川駅の構造上広島駅への乗り入れが出来なかったこと。さらには、1950年（昭和25年）頃の乗客率が97パーセントを超えていたのに対し、1954年（昭和29年）には54パーセントに落ち込み、さらには広島県庁移転でさらに落ち込むことが予想されたためだが、実現していない。
かつては可部駅から太田川沿いにさらに北上し、景勝地である三段峡そばの三段峡駅までの非電化区間が存在した（1969年〈昭和44年〉開通）。また日本鉄道建設公団により、三段峡駅よりさらに北上し島根県浜田市を目指して陰陽連絡路線である「今福線」としての建設が進められたが、非電化区間は三段峡までの開通以前からいわゆる赤字83線に挙げられるなど経営状態が芳しくなく、1980年（昭和55年）の国鉄再建法の施行により今福線の工事は中止された。1987年（昭和62年）の国鉄分割民営化でJR西日本の路線となった後、2003年（平成15年）12月1日に可部駅 - 三段峡駅間が廃止された（詳細は後述）。なお同区間内には、1954年（昭和29年）の布駅 - 加計駅開業により国鉄路線延長が2万kmに達した地点（坪野駅 - 田之尻駅間。坪野寄り500 m）が含まれており、位置を示す記念碑だけが取り残されることとなった。
一方、可部駅 - あき亀山駅間は2003年に一旦廃止された区間の一部であるが、廃止前から電化の要望のあった区間であり、2017年（平成29年）3月4日に電化の上で再開業した区間である（詳細は後述）。
全区間が広島支社の管轄であり、IC乗車カード「ICOCA」エリアに含まれているとともに、全駅がJRの旅客営業規則における特定都区市内制度の「広島市内」の駅である。
2008年（平成20年）度の輸送密度は約18,635人、2014年（平成26年）度は19,021人に増加している（「利用状況」節の「平均通過人員」も参照）。2020年（令和2年）度時点では14,454人となっているものの、2020年（令和2年）5月7日に一部区間を廃止して全線の輸送密度が1万人を超えた札沼線とともに輸送密度が1万人を超える地方交通線でもある。
可部駅 - あき亀山駅間の開業後、可部線の混雑率は年々上昇傾向にあり、2017年度の混雑率が110%であったものが2020年度に続き2021年度には132% と、コロナ禍にあってもなお混雑が激しくなっている。

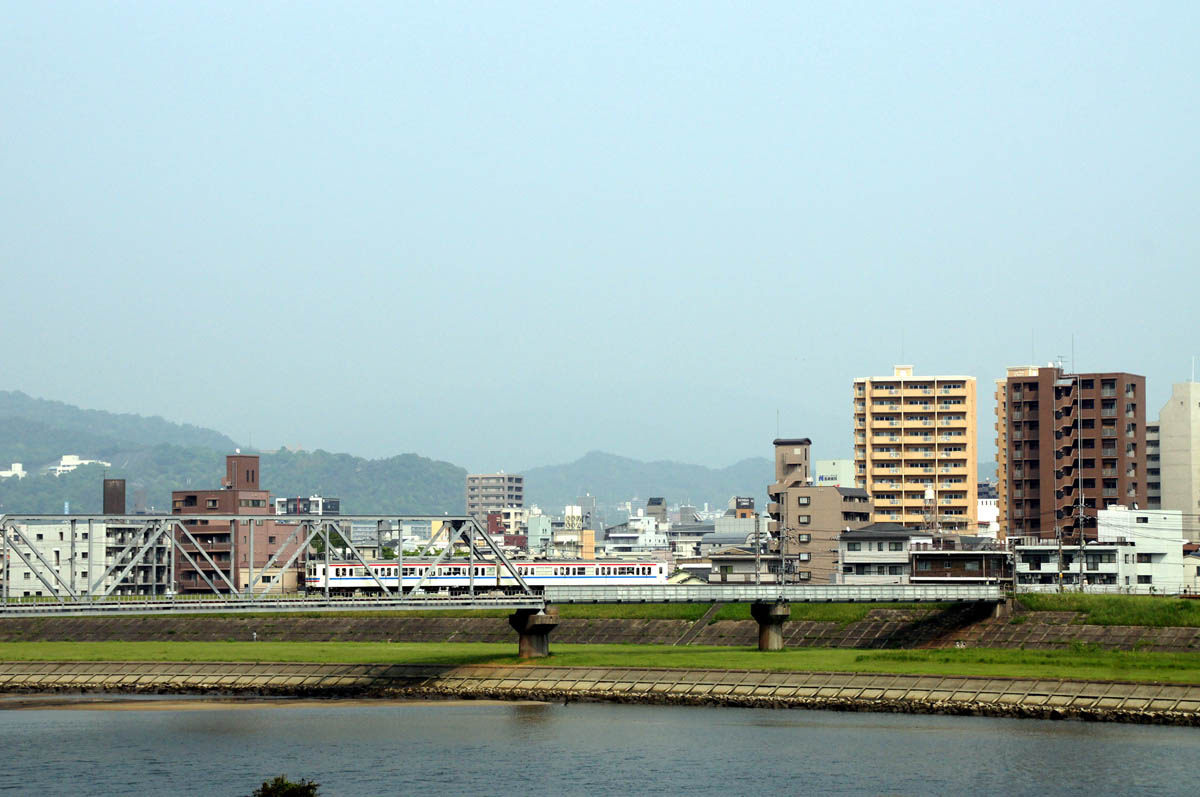
太田川を渡る、かつての可部線の主力車両105系
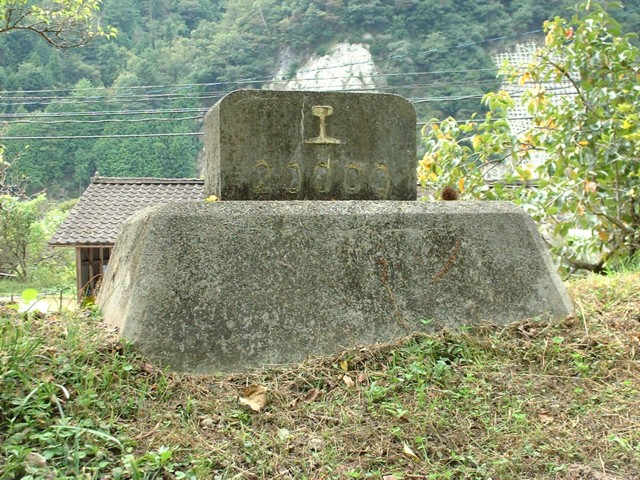
現在では廃線区間内となった旧国鉄2万km標 （坪野駅 - 田之尻駅間）

## 路線データ

### 営業中の区間
輸送量等のデータは横川駅 - 可部駅間の数値。
- 管轄（事業種別）：西日本旅客鉄道（第一種鉄道事業者）
- 路線距離（営業キロ）：15.6 km
- 軌間：1,067 mm
- 駅数：14（起終点駅含む）
  - 可部線所属駅に限定した場合、山陽本線所属の横川駅[14] が除外され、13駅となる。
- 複線区間：なし（全線単線）
- 電化区間：全線（直流1,500 V）
- 閉塞方式[1]：
  - 自動閉塞式（可部 - あき亀山）
  - 特殊自動閉塞式（横川 - 可部）
- 最高速度
  - 横川駅 - 可部駅間：65 km/h
  - 可部駅 - あき亀山駅間：45 km/h
- 運転指令所：広島総合指令所

### 廃止区間
可部駅 - あき亀山駅間に相当する区間を含む。
- 管轄（事業種別）：西日本旅客鉄道（第一種鉄道事業者）
- 路線距離（営業キロ）：46.2 km
- 軌間：1,067 mm
- 駅数：21（可部駅を除く）
- 複線区間：なし（全線単線）
- 電化区間：なし（全線非電化）
- 閉塞方式：
  - 可部駅 - 加計駅間：特殊自動閉塞式
  - 加計駅 - 三段峡駅間：スタフ閉塞式（1992年3月までは単線自動閉塞式）

## 運行形態
1991年以降は可部駅以南で運行される全列車が横川駅を越えて山陽本線に乗り入れて広島駅発着で運行されており、一部の列車はさらに広島駅を越えて呉線方面へ乗り入れている。2019年のダイヤ改正で、山陽本線西条方面への直通運転は廃止され、さらに山陽本線西条方面からの直通列車も2022年のダイヤ改正で廃止された。2009年3月以前と2017年3月 - 2018年3月には岡山駅直通列車も運転されていた。全区間を通して運転する列車のほか、平日朝ラッシュ時には緑井駅または梅林駅折り返し、日中と平日の夜間は緑井駅折り返しの区間列車が多く設定されている。電化区間の区間列車はかつては古市橋駅までの運行であったが、1994年の大町駅開業に伴い緑井駅に行き違い施設が新設されたことにより緑井駅まで延長された。1996年9月2日には、朝の一部列車がさらに梅林駅まで延長された。
日中は1時間に広島駅 - 緑井駅間で3本（20分間隔）、緑井駅 - あき亀山駅間で2本（20分間隔、40分間隔が交互）運行されている。1日の運転本数は横川駅 - 緑井駅間が平日上下150本、土休日上下118本。緑井駅 - 梅林駅間が平日上下88本、土休日上下86本。梅林駅 - あき亀山駅間が全日上下82本となっている。全列車に車掌が乗務しており、ワンマン運転は行われていない。
全列車が線内の各駅に停車する普通列車として運行されるが、直通先の呉線内のみ快速運転（可部線内は各駅に停車）となる列車が存在する。2004年10月16日のダイヤ改正より、可部線内で快速運転を行う快速「通勤ライナー」が夕ラッシュ時に下り広島発可部行きのみ運転されていた。停車駅は、広島駅、横川駅、安芸長束駅、下祇園駅、大町駅、 緑井駅、可部駅で、全線単線かつ追い越しが出来る駅が存在せず、普通列車を追い抜くこともなかった。2012年3月17日のダイヤ改正をもって緑井止まりの普通列車を増発する形で廃止された。2019年3月16日改正以前は山陽本線内のみ快速運転する列車も存在した。
元々は横川駅を起点とする私鉄だったこともあり、かつては横川駅を起点に運転され、電留線も横川駅にあった。後に駅移転・山陽本線電化などで一部の列車が広島駅に乗り入れるようになり、さらに1991年3月16日から全列車が広島駅に乗り入れるようになった。1987年4月1日時点では、可部発の一番列車は5時台、広島発の終電は22時過ぎで早かった。横川駅の電留線は留置する電車が廃止された後もしばらく存在していたが、後に撤去され、JRバス中国の停泊基地と、マンションになっている。
車両の夜間滞泊はあき亀山駅のみで行っている。2017年3月4日の延伸で、それまでの可部駅発着の列車はあき亀山駅発着に統一された。
貨物列車の運行は1984年に廃止され、現在は旅客のみを扱っている。末期の貨物営業は電化区間（可部駅以南）のみであったが、貨物列車はディーゼル機関車（無煙化前は蒸気機関車）が牽引していた。

### ドアカット
かつては七軒茶屋駅と上八木駅のホームが3両編成までしか対応しておらず、4両編成列車は長らくこの2駅で広島側の1両のドアカットを行い、残り3両のみドアを開閉していた。
しかし、車掌の取り扱い不注意による、誤って七軒茶屋駅・上八木駅で4両目もドアを開けてしまう事故を防止するために、2005年10月1日のダイヤ改正から七軒茶屋駅 - 可部駅間のすべての駅で広島側の1両のドアカットを行うようになった。ところが、2007年9月7日に七軒茶屋駅において車掌のミスにより、4両編成の全車両のドアを開扉する事故が発生した。JR西日本は安全対策として、両駅とも4両編成対応工事をすることを発表 し、2008年3月15日のダイヤ改正から七軒茶屋駅は南に移設された新ホームとなり、また上八木駅もホームが延伸され、全駅が4両編成対応となり、可部線におけるドアカットは解消された。

## 使用車両
現存する区間は全列車が電車で運行されている。
2003年に廃止された可部駅 - 三段峡駅間については全線非電化であったため、廃止直前の時点では全列車が気動車で運行されていた。かつては電化区間内も気動車による運用があったが、同区間の廃止と同時に消滅した。また、広島駅から芸備線に直通する気動車列車や、非電化区間で運転される客車列車も一時期存在していた。

### 現在の使用車両
下関総合車両所広島支所に所属する電車が使用されている。
227系
2015年10月3日から10本の列車で運用が開始された。2016年3月26日のダイヤ改正で追加導入され、2019年3月16日のダイヤ改正では105系、113系および115系を完全に置き換えた。2両編成または4両編成で運用されている。

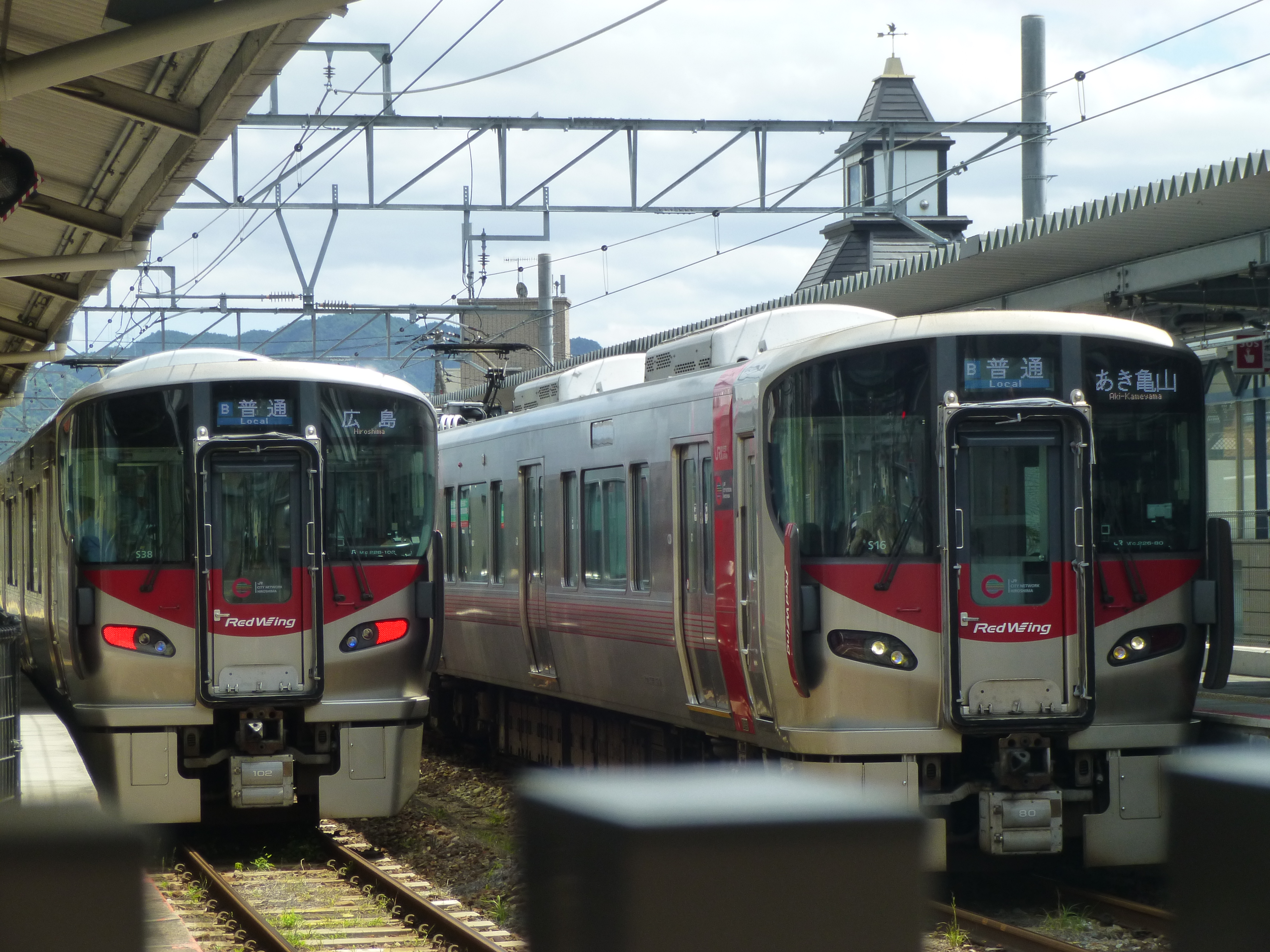
227系

### 過去の使用車両

#### 蒸気機関車
1936年10月13日に可部駅 - 安芸飯室駅間が開通すると可部に機関車駐泊所が設置され230形（244・260）が常駐し、客車をひいていた。1946年ころよりC11形にかわったが1971年3月25日に無煙化され、ディーゼル機関車に置き換えられた。

#### ディーゼル機関車
無煙化以降は電化区間も含め全線でDE10形が貨物列車や客車列車の牽引を担当した。その後、貨物列車の廃止や客車列車の気動車化に伴い、機関車牽引列車の定期運行は消滅したが、保線用の工事列車の牽引などのため、臨時に運行することがある。

#### 電車
- モハ90形・モハ91形・モハニ92形：広浜鉄道から継承された社形半鋼製車。原爆によりモハ90形3両以外は焼失し廃車。残ったモハ90形3両は1953年に30系・31系・50系に置き換えられ廃車。
- 社形：各地の買収電化私鉄を国有化した際に承継した車両。1950年代まで使用された。
- モハ1形・クハ6形：国有化後に転入した省形木造車。30系・31系・50系に置き換えられた。
- 30系・31系・50系：社形・省形木造車の代替として転入。1976年に72系に置き換えられ廃車。
- 72系：1976年に30系・31系・50系の代替として転入。1984年10月31日に105系に置き換えられ引退・廃車[20]。
- 103系：1993年転入。ラッシュ時を中心に運用されており、広島駅から呉線や山陽本線に乗り入れる列車もあった他、岡山電車区所属の103系も乗り入れていた。2011年3月のダイヤ改正で定期運用が消滅。
- 105系：1984年5月26日に72系の置き換え用として営業運転に投入[21]。2019年3月16日のダイヤ改正で227系に置き換えられた。
- クモハ123形：1987年に改造落成と同時に投入。1993年に宇部電車区（宇部線・小野田線）に転属。
- 113系：2019年3月16日のダイヤ改正で227系に置き換えられた。
- 115系：2019年3月16日のダイヤ改正で227系に置き換えられた[広報 6]。

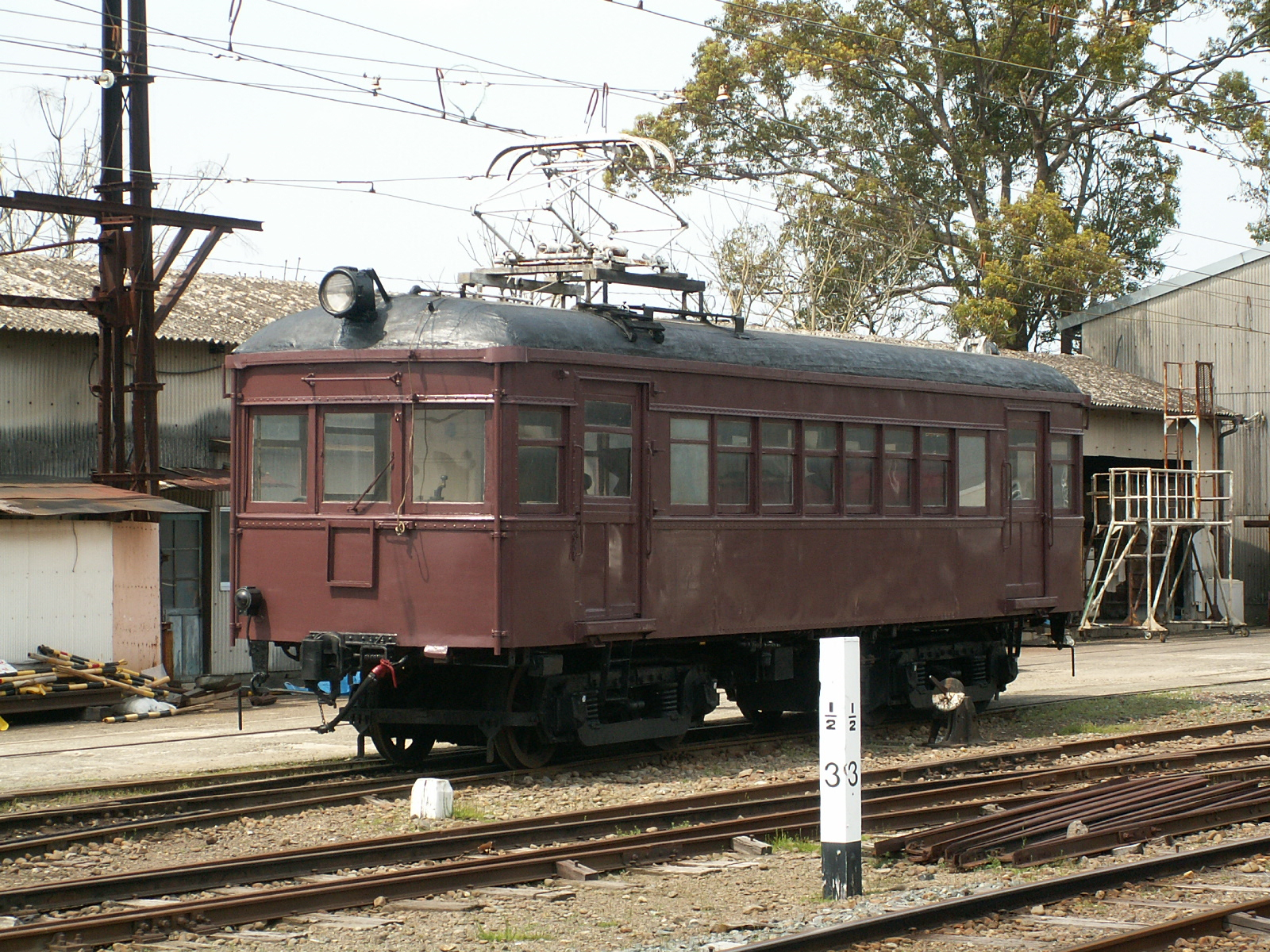
モハ90形（熊本電気鉄道に譲渡後）
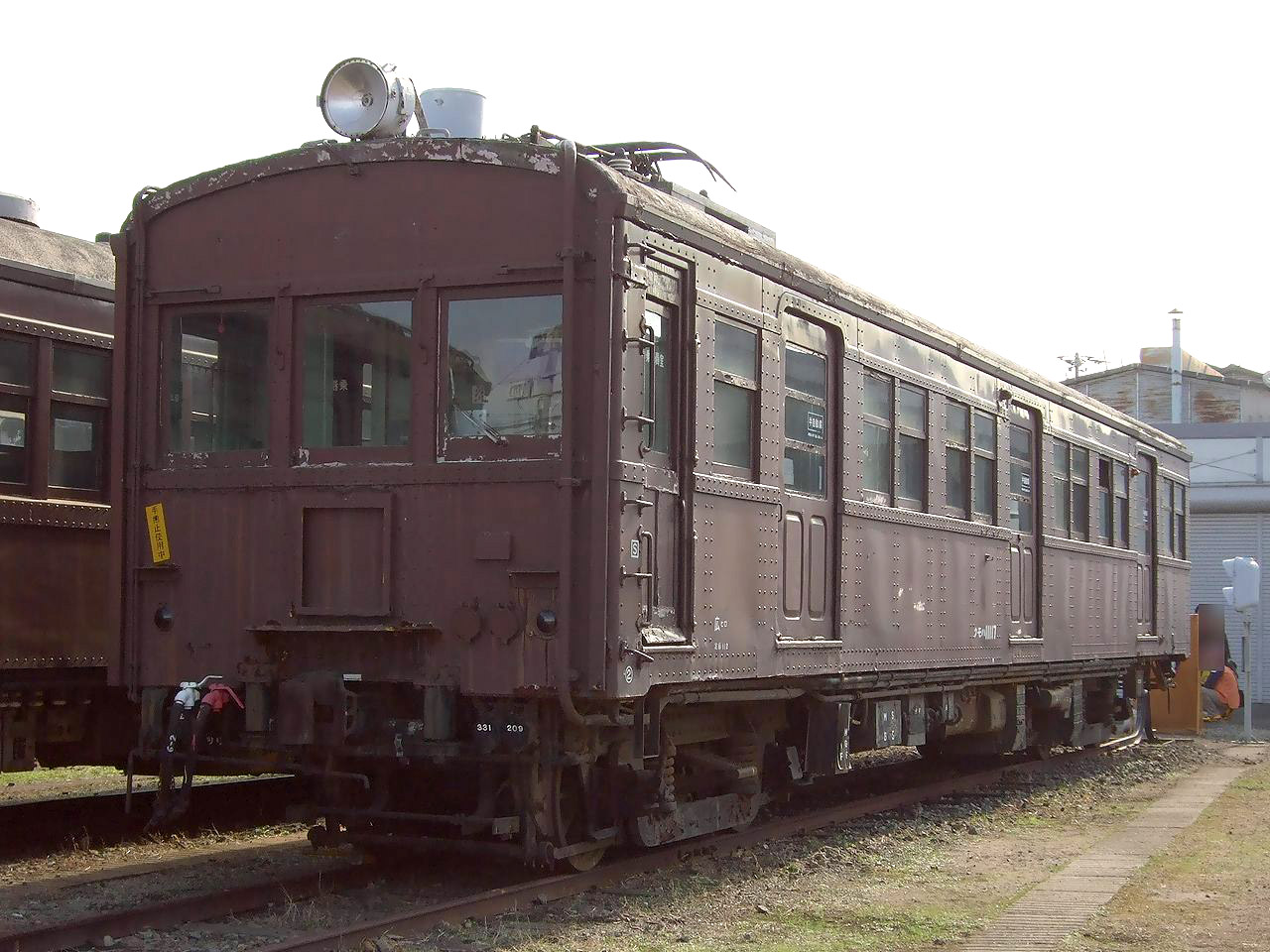
クモハ11形
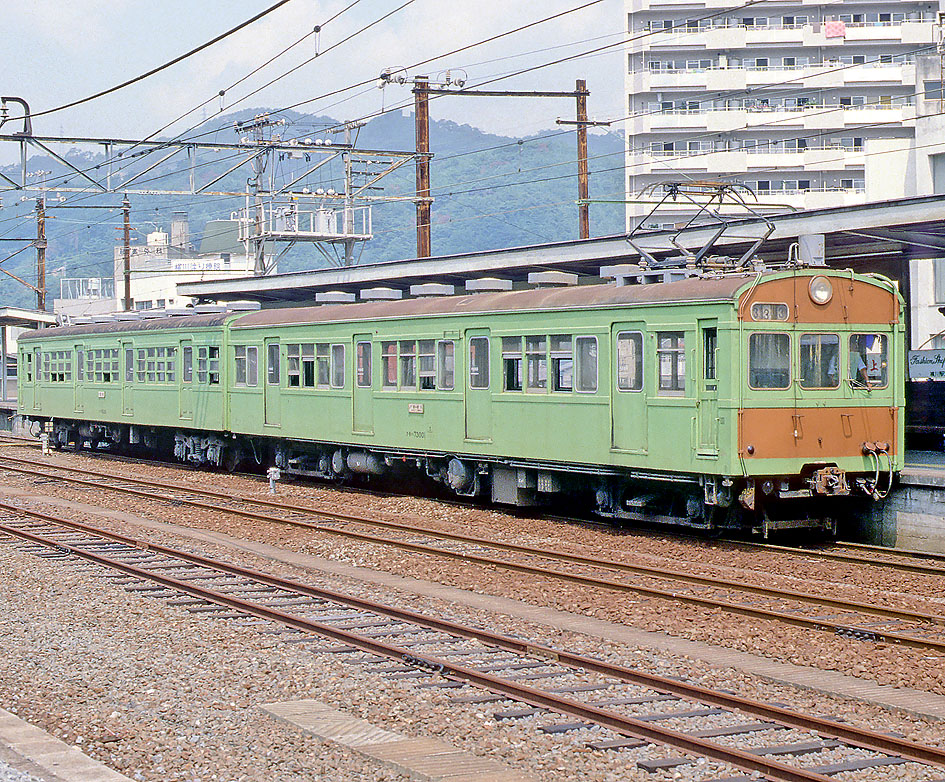
72系
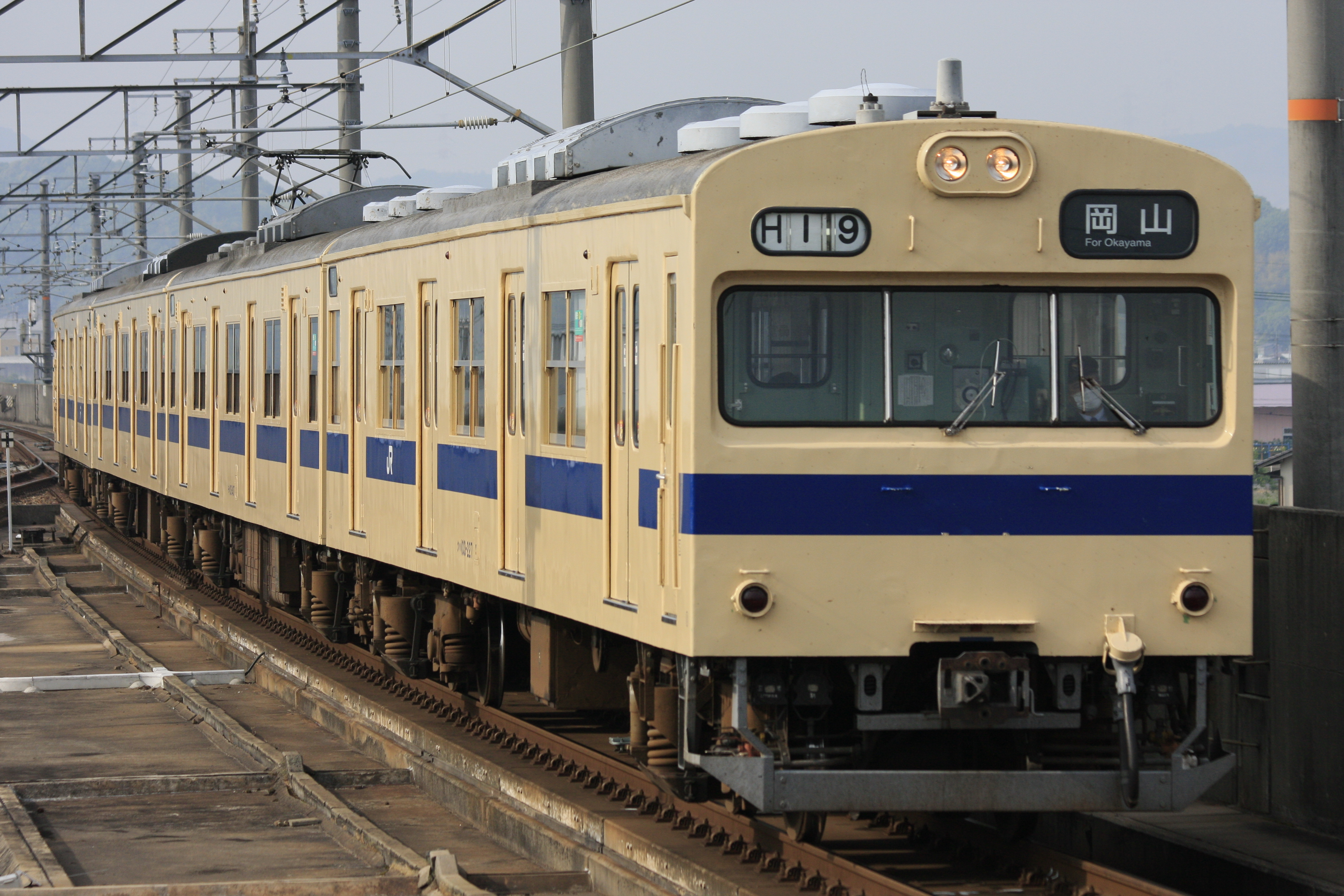
103系（岡山電車区に転出後）
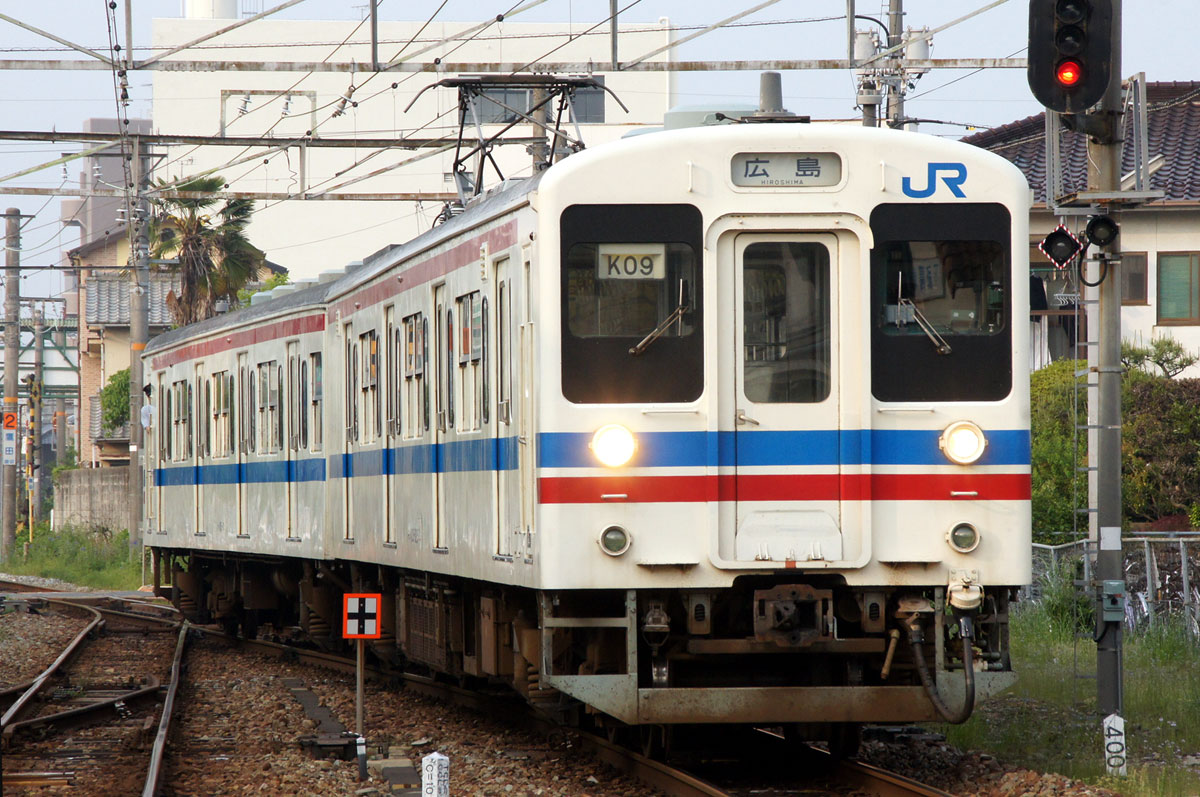
105系
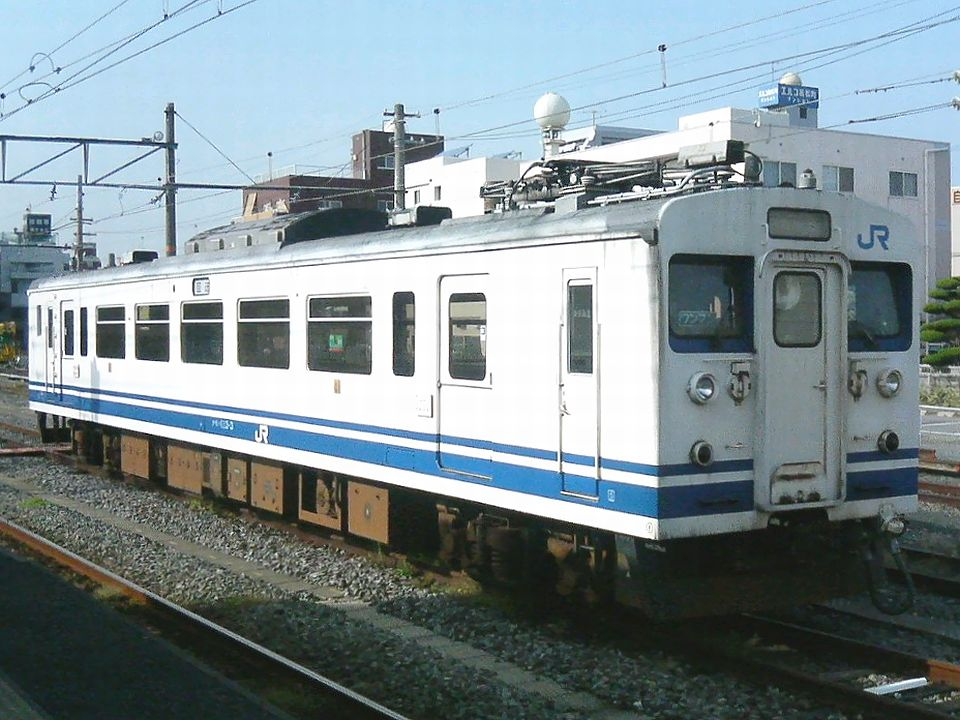
クモハ123形（宇部電車区に転出後）
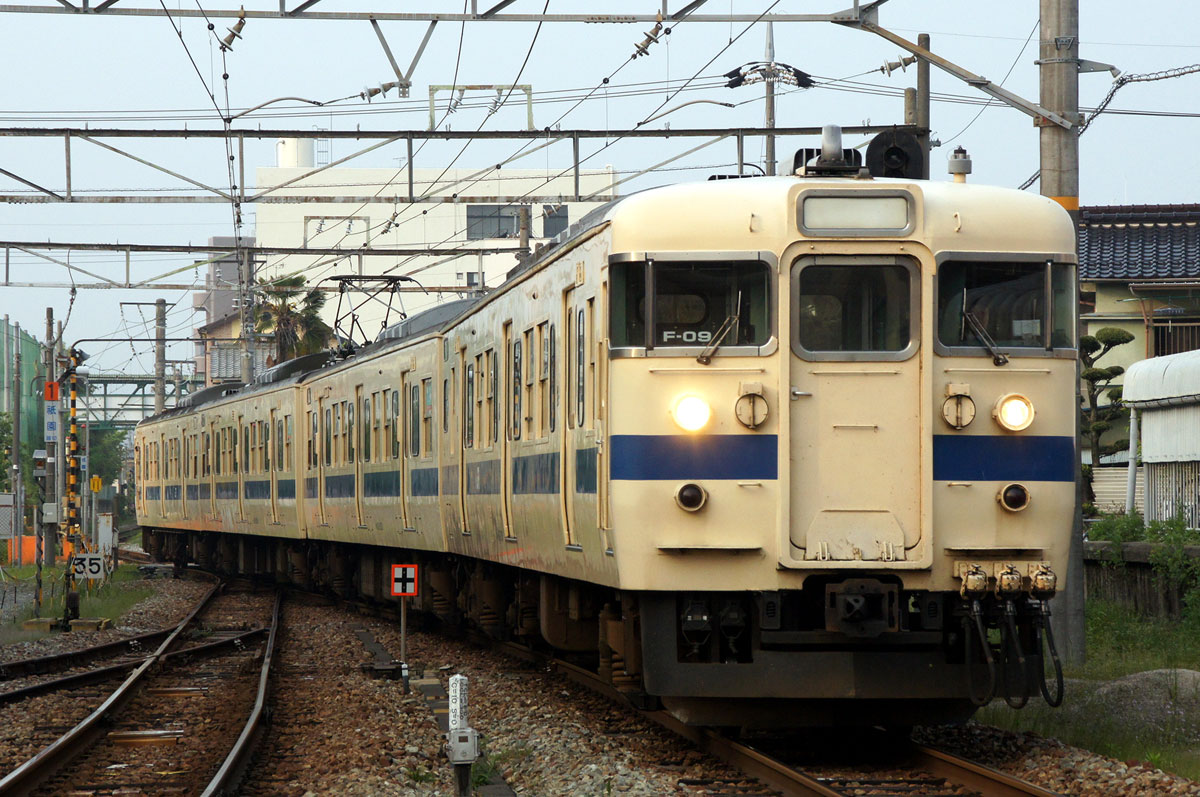
113系
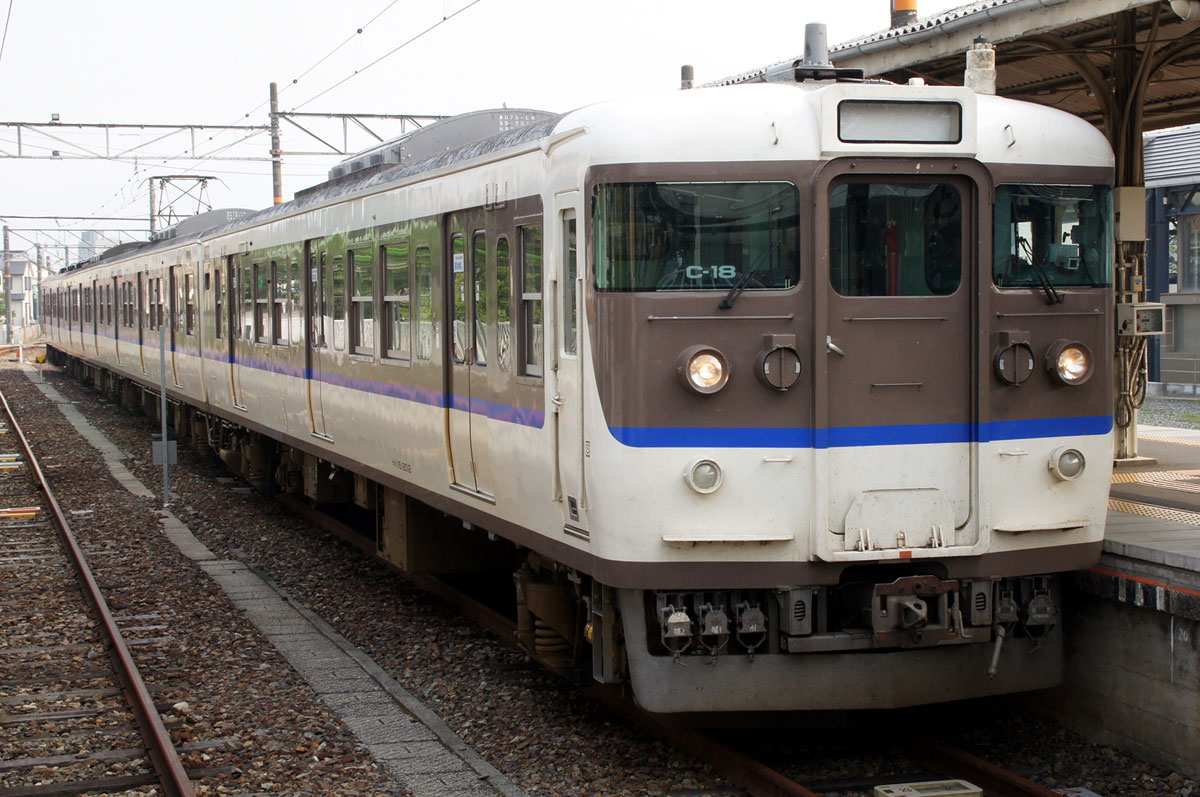
115系

#### 気動車
- キハ17形
- キハ20形
- キハ26形
- キハ23・45形
- キハ30形
- キハ40形・キハ47形：2003年まで定期列車に使用。
- キハ58系：2003年まで使用。秋の三段峡観光シーズン時の臨時快速として入線していたほか、臨時快速の運転日前日には広島運転所からの送り込みとして昼間の気動車運用に増結することもあった。また、わんぱく列車でも当系列が使用されていた。その他、軌道の検測のため軌道検測車を増結して入線する際に駆動力確保のため、臨時にキハ58が増結していた。

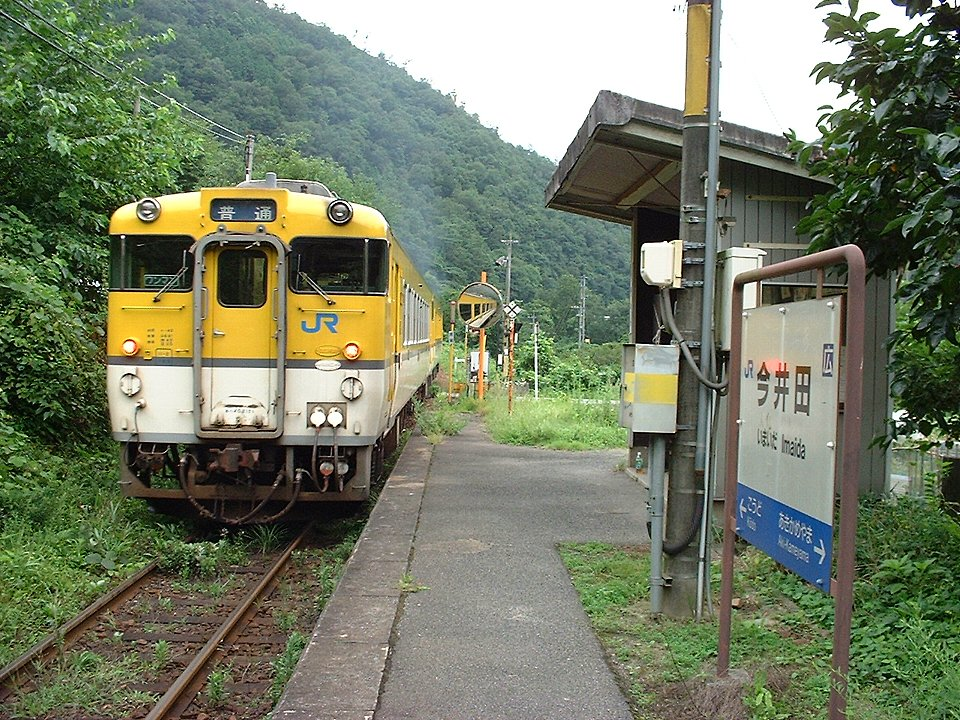
今井田駅に停車中のキハ40形
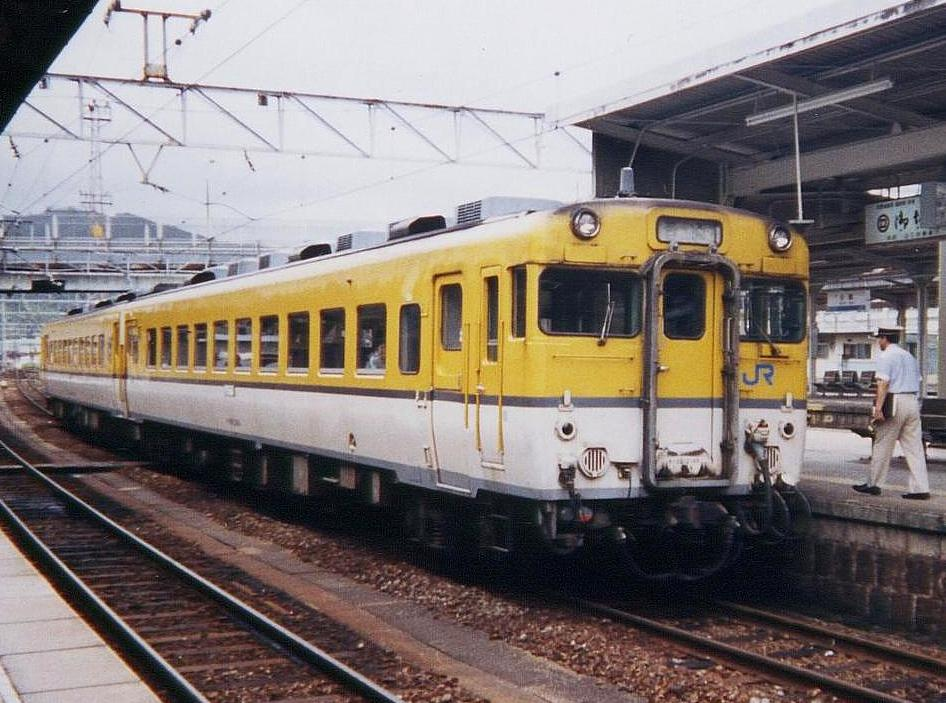
広島色時代のキハ58系

#### 客車
- オハ35系
- スハ43系

## 歴史

### 国有化以前
- 1909年（明治42年）12月19日[22]：大日本軌道広島支社線 横川停留場 - 祇園停留場間が開業。軌間762mm非電化で、軌道法に基づく軌道線。横川停留場・松原停留場・新庄橋停留場・長束停留場（初代・後の安芸山本駅）・祇園停留場が開業。
- 1910年（明治43年）11月19日[22]：祇園停留場 - 古市橋駅間が延伸開業。古市橋駅が開業。
  - 12月25日[22]：古市橋駅 - 太田川橋停留場間が延伸開業。古市停留場・緑井駅・七軒茶屋駅・梅林駅・太田川橋停留場（現在の上八木駅）が開業。
- 1911年（明治44年）6月12日：太田川橋停留場 - 可部駅間が延伸開業。中島停留場（現在の中島駅）・可部駅（後に可部町駅に改称）が開業。
- 1913年（大正2年）
  - 5月頃：下祇園駅が開業。
  - 6月頃：八木停留場（後の中八木駅）が開業。
- 1919年（大正8年）3月11日：可部軌道へ譲渡。
- 1926年（大正15年）5月1日：広島電気に合併[23]。
- 1928年（昭和3年）11月9日：横川停留場 - 古市橋駅間改軌（→1,067 mm）・電化（直流600 V）、横川停留場 - 長束停留場間が経路変更。古市橋駅 - 可部駅間を運休してバス代行輸送。松原停留場が廃止。大師停留場（現在の安芸長束駅）が開業。
- 1929年（昭和4年）
  - 8月10日：古市橋駅 - 緑井駅間の経路が変更されて改軌・電化。緑井駅 - 七軒茶屋駅間が改軌・電化。旧線上の古市停留場が廃止。新線上に安停留場が開業。
  - 11月25日：七軒茶屋駅 - 太田川橋停留場間が改軌・電化。
  - 12月2日 太田川橋東詰停留場開業。太田川橋東詰停留場 - 可部駅間が改軌・電化。
- 1930年（昭和5年）
  - 1月1日：太田川橋完成により、太田川橋停留場 - 太田川橋東詰停留場間が改軌・電化。これにより全線の改軌・電化が完成。
  - 10月頃：大芝公園口停留場（現在の三滝駅・松原停留場の代替）が開業。

- 1931年（昭和6年）7月1日：広浜鉄道へ譲渡[25]（広島電気の全額出資[26]）。
- 1933年（昭和8年）
  - 4月20日：横川停留場が駅に変更され横川町駅に改称。可部町駅が広浜可部駅に改称。
  - 4月21日：大師停留場から長束停留場（2代目）への改称、長束停留場から山本停留場への改称が承認。
  - 7月20日：太田川橋東詰停留場の廃止が承認。
- 1935年（昭和10年）
  - 4月30日：七軒屋停留場が開業。
  - 12月1日：地方鉄道法に基づく鉄道に変更 (13.8 km)。大芝公園口停留場が駅に変更。緑井駅が停留場に変更。
  - 安停留場が0.5 km緑井方向（北側）に移転。

### 国鉄時代
- 1936年（昭和11年）
  - 9月1日：横川駅 - 可部駅間買収・国有化[27][28]、可部線となる。全線で改キロ (-0.1 km)。
    - 停留場はすべて駅に変更。横川町駅は山陽本線横川駅に統合廃止。
    - 大芝公園口駅が三滝駅に、長束停留場が安芸長束駅に、山本停留場が安芸山本駅に、八木停留場が中八木駅に、太田川橋停留場が上八木駅に、中島停留場が安芸中島駅に、広浜可部駅が可部駅に改称[29]。

  - 10月13日：可部駅 - 安芸飯室駅間 (11.1 km) が旅客線として延伸開業（以後の開通区間は非電化）。安芸亀山駅・安芸飯室駅が開業。
- 1943年（昭和18年）10月1日：新庄橋駅・安芸山本駅・祇園駅・安駅・七軒屋駅・中八木駅・安芸中島駅が休止[29]。
- 1946年（昭和21年）8月15日：安芸飯室駅 - 布駅間 (2.4 km) が延伸開業。布駅が開業。可部駅 - 布駅間で貨物営業開始。
- 1948年（昭和23年）10月1日：架線電圧が750 Vに昇圧。
- 1953年（昭和28年）11月1日：上八木駅が移転。
- 1954年（昭和29年）3月30日：布駅 - 加計駅間 (18.5 km) が延伸開業。坪野駅 - 田之尻駅間で国鉄路線延長が2万kmに達する。小河内駅・安野駅・水内駅・坪野駅・津浪駅・加計駅が開業。
- 1956年（昭和31年）
  - 6月1日：休止中の安芸中島駅が中島駅に改称し営業再開。
  - 11月19日：河戸仮乗降場・今井田仮乗降場・東毛木仮乗降場・田ノ尻仮乗降場が開業。
  - 12月20日：河戸仮乗降場が河戸駅に、今井田仮乗降場が今井田駅に、東毛木仮乗降場が毛木駅に、田ノ尻仮乗降場が筒賀駅に改称。
- 1962年（昭和37年）
  - 4月23日：架線電圧を1,500 Vに昇圧。
  - 10月1日：横川駅 - 安芸長束駅間の線路付け替えに伴い改キロ (+0.3 km)。太田川放水路建設のため、横川駅可部線ホーム、三滝駅が移転。
  - 12月1日：気動車による広島駅への直通運転を開始[30]
- 1966年（昭和41年）2月1日：香草駅が開業。
- 1968年（昭和43年）9月4日：可部駅 - 加計駅間 (32.0 km) が「赤字83線」に挙げられ廃止勧告を受ける。
- 1969年（昭和44年）
  - 7月1日：筒賀駅が田之尻駅に改称。
  - 7月27日：加計駅 - 三段峡駅間 (14.2 km) が延伸開業[8]。この区間は「本郷線」として建設されていた区間である[31]。加計駅 - 戸河内駅間で貨物営業開始。木坂駅・殿賀駅・上殿駅・筒賀駅・土居駅・戸河内駅・三段峡駅が開業。
- 1971年（昭和46年）3月25日：蒸気機関車が廃止され、無煙化される[19]。
- 1974年（昭和49年）5月11日：三段峡駅 - 浜田駅間の建設工事に着手[32]。
- 1978年（昭和53年）10月1日：可部駅 - 戸河内駅間の貨物営業廃止。同時に可部駅 - 加計駅間に1往復残っていた客車列車も気動車化される。
- 1980年（昭和55年）：国鉄再建法により今福線の工事が中止。
- 1984年（昭和59年）
  - 1月1日：横川駅 - 可部駅間の貨物営業廃止により全線の貨物営業廃止。
  - 2月1日：全線の手荷物営業（チッキ）廃止。
- 1987年（昭和62年）3月27日 - 横川駅 - 古市橋駅間で「当分の間」平日・土曜日に列車を増発[15]。

### JR発足後
- 1987年（昭和62年）
  - 4月1日：国鉄分割民営化により西日本旅客鉄道が承継。
  - 6月15日：横川駅 - 可部駅間の日中1時間の運転本数を2本から3本に増発。古市橋駅折り返しの一部を可部駅まで延長。広島発終電を23時台に繰り下げ。
- 1988年（昭和63年）3月13日：水曜日の一部列車の運転休止が廃止[33]。
- 1989年（平成元年）3月11日：可部線から呉線へ乗り入れる列車の運転開始[34]。
- 1991年（平成3年）
  - 3月16日：可部駅以南の全列車が広島駅に乗り入れ[33]。
  - 4月1日：横川駅構内を除いて広島支社の管轄から可部鉄道部の直轄に変更[広報 7]。可部駅 - 三段峡駅間でワンマン運転開始[35][36]。
  - 8月7日：可部駅 - 三段峡駅間が自動信号化[37]。
- 1992年（平成4年）3月14日：呉線から可部線へ乗り入れる列車の運転開始[38]。
- 1994年（平成6年）
  - 2月27日：緑井駅に行き違い施設が新設[39]。これにより、横川駅 - 緑井駅間で10分間隔での運転が可能になる[40]。
  - 8月20日：大町駅が開業し、アストラムラインと接続[41]。
- 1998年（平成10年）9月：JR西日本が可部駅 - 三段峡駅間廃止の意向を表明。
- 2002年（平成14年）10月5日：広島駅・横川駅 - 可部駅間が広島シティネットワークエリアとなる。
- 2003年（平成15年）12月1日：可部駅 - 三段峡駅間 (46.2 km) および、河戸駅 - 三段峡駅間の21駅が廃止[広報 2]。
- 2006年（平成18年）7月1日：可部鉄道部が廃止され、広島支社の直轄になる[注釈 3]。
- 2007年（平成19年）
  - 7月1日：早朝に1本を増発し始発を繰り上げ[広報 8]。
  - 9月1日：全区間が「ICOCA」の利用エリアになる[広報 9][広報 10]。
- 2008年（平成20年）3月15日：七軒茶屋駅がホーム延伸に伴い横川寄りに0.1 km移転[広報 4]。上八木駅がホーム延伸。
- 2013年（平成25年）2月1日：JR可部線の電化延伸について、広島市とJR西日本との間で合意[広報 11]。
- 2014年（平成26年）
  - 2月25日：可部線電化延伸事業の鉄道事業許可をJR西日本が取得[広報 12]。
  - 8月20日：平成26年8月豪雨により広島市で土砂災害が発生。梅林駅で土砂流入、梅林駅 - 上八木駅間で線路冠水、上八木駅 - 中島駅間で法面2カ所が崩壊し、始発から全線が運休となる[42]。13時7分から横川駅 - 緑井駅間が運行再開[42][43]。
  - 8月23日：運休中の緑井駅 - 可部駅間において広島交通および広電バスによる代行輸送開始[広報 13]。
  - 8月26日：代行輸送に中国JRバスが参加[広報 13]。
  - 8月31日：運休中の緑井駅 - 可部駅間で12時から設備の機能確認のため試運転[広報 14]。代行輸送この日限りで終了。
  - 9月1日：運休中であった緑井駅 - 可部駅間が始発から運行再開[広報 14]。
- 2015年（平成27年）
  - 2月：電化延伸新設工事に着手[44]。
  - 3月14日：横川駅構内の山陽本線 - 可部線間の複線化工事完工。
  - 10月3日：227系が可部線での運用を開始。
- 2016年（平成28年）
  - 3月26日：ラッシュ時間帯の車両編成を増結。平日昼間時間帯の使用車両を227系に統一。全列車3ドア車に統一[広報 15]。
  - 日付未定：横川駅 - 可部駅間の小規模線区自動進路制御装置 (SRC) を更新予定[広報 16]。
- 2017年（平成29年）3月4日：可部駅 - あき亀山駅間 (1.6 km) が電化のうえ延伸開業（復活）[4][10]。同時に広島シティネットワークエリアもあき亀山駅まで延長。
- 2018年（平成30年）3月17日：ダイヤ改正。朝ラッシュ時に広島駅に到着する列車の運転間隔を改善[45]。
- 2019年（平成31年）3月16日：ダイヤ改正。全定期列車を227系に統一。また、平日と土休日のダイヤを統合[46]。
- 2020年（令和2年）3月14日：ダイヤ改正。平日と土休日のダイヤを分離[47]。
- 2021年（令和3年）3月13日：ダイヤ改正。広島発の終電を0時過ぎから23時半過ぎに繰り上げ。また、21時台以降の広島発列車を全て4両編成に統一[48]。
- 2022年（令和4年）3月12日：ダイヤ改正。平日の緑井発6 - 8時台までと広島発16 - 19時台までを全て4両編成に統一。また、土休日の夕方において、緑井駅行きの運転を取りやめ、全ての列車をあき亀山行きに変更し、約20分間隔で運転[49]。
- 2024年（令和6年）1月28日：下祇園駅自由通路が完成。ホームが1面2線から2面2線となり[50]、列車行き違いが可能に。列車が到着したあとに「祇園音頭」が流れるようになった。

## 可部駅 - 三段峡駅間の廃止

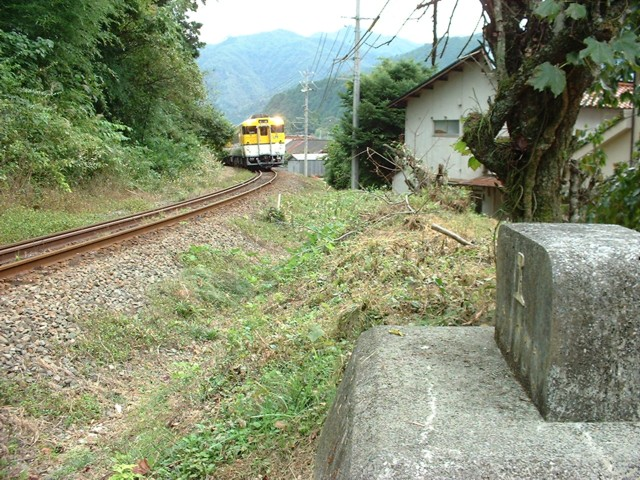
2万km標に接近するキハ40形
坪野駅西方

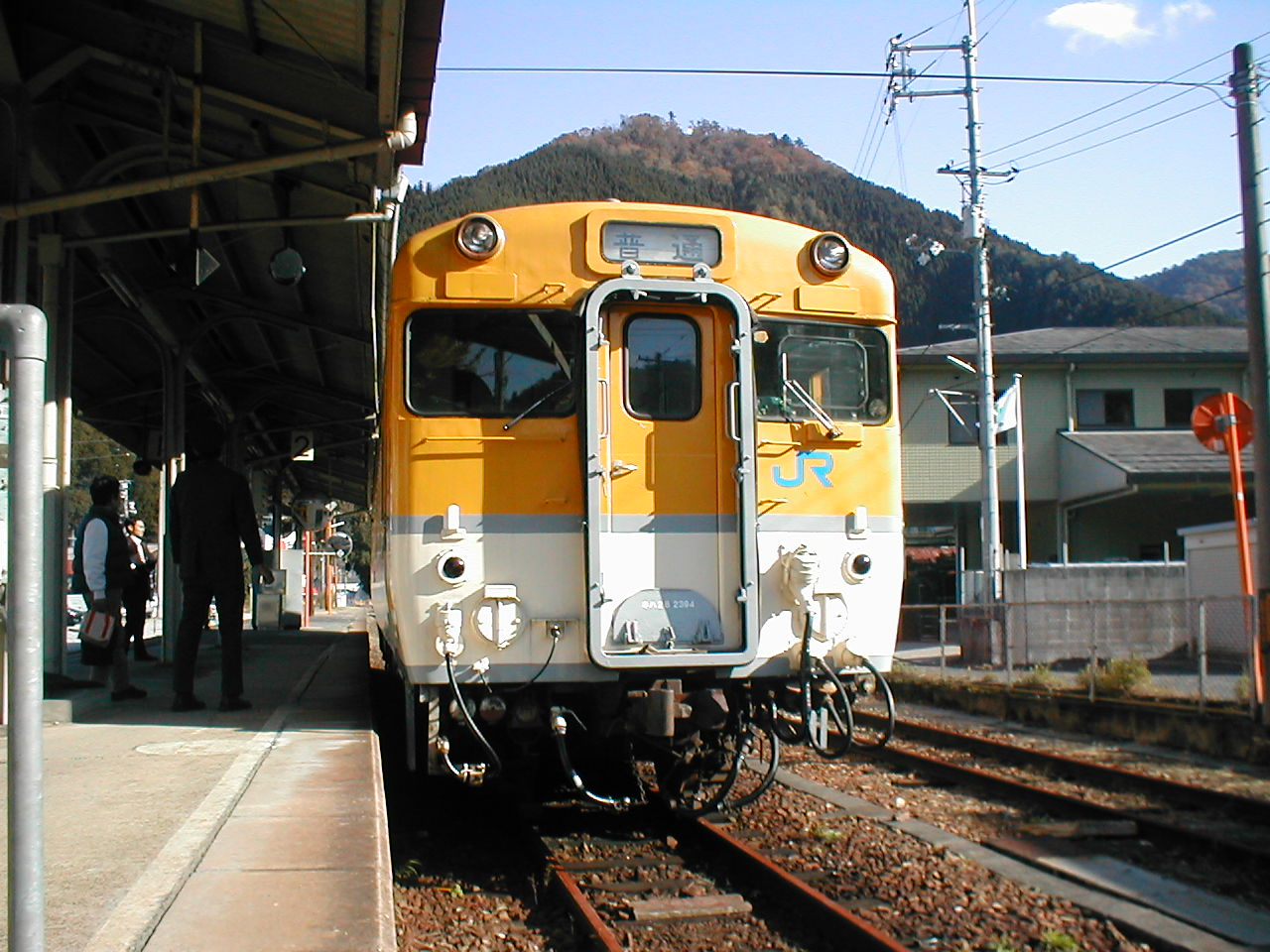
加計駅に留置されている気動車

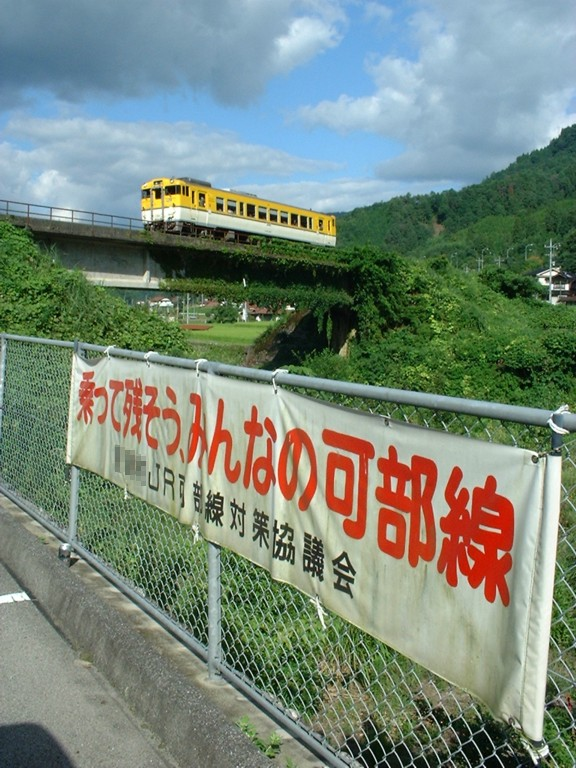
存続を訴える横断幕とキハ40
筒賀駅 - 土居駅間

可部駅 - 三段峡駅間 (46.2 km) は、2003年（平成15年）12月1日に廃止された。廃止当時は、可部駅 - 加計駅間で1日8往復（2時間に1本程度）だったが、三段峡駅までは5往復で4時間ほど運行されない時間帯があった。むしろ、並行する路線バスの本数がはるかに多かった（毎時1 - 2本、広電バス・広島交通の2社共同運行。安芸飯室駅までは前記2社の区間便とJRバス中国も加わり、2 - 3本）。
可部駅 - 三段峡駅間は開業してから、何度か廃止議論が起こった区間であった。具体的な動きで初めて表面化したのは、1968年（昭和43年）9月の赤字83線の中で、当時開業していた可部駅 - 加計駅間を廃止すべきと勧告された。当時の営業係数（100円稼ぐのに必要な費用）が、赤字83線で廃止された宇品線が464円に対し、可部駅 - 加計駅間が519円だった。しかし、その時は地元議会の反対や、当時建設中だった「本郷線」（加計駅 - 三段峡駅間の工事名称）の建設、さらには、山陰とを結ぶ今福線構想もあったため廃止されず、翌1969年（昭和44年）7月に加計駅 - 三段峡駅間が開業。さらには、1974年（昭和49年）には三段峡駅 - 浜田駅間の建設を開始した。
しかし今福線建設は、1980年（昭和55年）に国鉄再建法成立で工事が中止された。進捗率もわずかであった。国鉄再建法で可部線は廃止対象になる特定地方交通線ではなく地方交通線とされた。1984年（昭和59年）に、可部線非電化区間は廃止の議論に上ったが、その中で、可部駅 - 河戸駅間に関して電化して存続する案が示された。実際に同時期に、部分電化を行って部分存続および非電化区間の廃止が行われた路線に新潟県の弥彦線がある。特定地方交通線を指定するための検討では、全線の旅客輸送密度で考えられたので、電化区間の乗客数を合わせて平均したことで、廃止基準の4,000人を超えていたことや並行道路の状況が良くなかったこと、また翌年の1985年（昭和60年）2月19日に、広島市を含む沿線5市町村が『国鉄可部線対策協議会』を結成し反対運動を行ったことで、廃止にはならなかった。1987年（昭和62年）国鉄は分割民営化され、JR西日本に移行した。
1998年（平成10年）に入り、可部線の部分廃止がささやかれていたが、同年9月にJR西日本が、正式に可部駅 - 三段峡駅間の廃止・バス移行の方針を打ち出した。
1997年（平成9年）当時の収支は、横川駅 - 可部駅間が収入15億円に対して経費20億円で5億の赤字、可部駅 - 三段峡駅間が収入1億4000万円に対して経費7億4000万円で6億の赤字であった。横川駅 - 可部駅間の赤字は好転の見通しがあり看過できるが、可部駅 - 三段峡駅間の赤字は看過できないとした。もっとも、赤字理由には今後の架構施設の維持管理費が膨大にかかるからだとする意見も存在している。当区間の輸送密度はJR西日本最低ではなかった。
可部線沿線住民は、利便性が高まれば利用者は増えると主張し、河戸駅周辺住民による存続・復活運動や津浪駅の駅名と当時のヒット曲を掛けた存続運動、地元役所の出張に可部線を使うなど、存続活動が行われた。
JR西日本は、地元の存続運動に応える形で、2000年（平成12年）11月からの104日間 と、2001年4月からの1年間 の2回、列車の試験増発を行った。結果、乗客が増えたのは土曜・日曜日に運転された広島駅からの臨時快速「三段峡観光号」だけで、地元の利用、とりわけJR西日本が重視していた定期利用客はほとんど増えなかった。
JR西日本が設定した存続の条件・輸送密度800人/日には達せず、廃止が決定した。その後、地元自治体を中心とする第三セクターへの移行も検討されたが、2002年（平成14年）11月22日、可部線対策協議会は断念を決めた。JR西日本は同年11月29日、廃止届を提出。翌2003年11月30日、廃止となった。

### 廃止後の動き

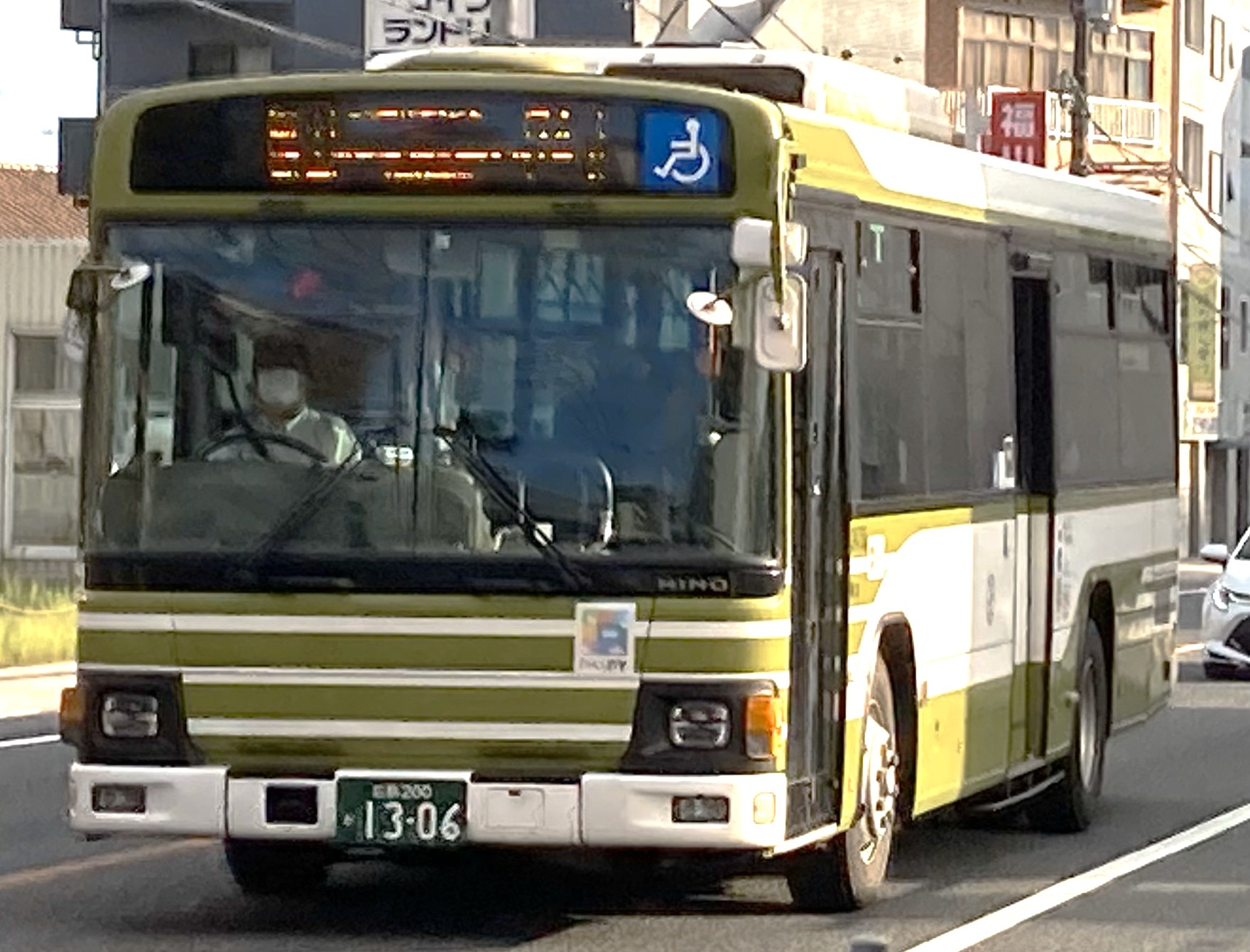
廃止代替バスの広電バス

廃止後は広電バス（可部駅 - 三段峡駅間、国道191号経由）、広島交通（可部駅 - 安芸飯室駅間、広島県道267号宇津可部線経由）による代替バスに転換された。
鉄道施設・線路跡については、JR西日本から広島市、山県郡加計町、戸河内町、筒賀村、佐伯郡湯来町（現在、湯来町は広島市に編入、加計町・筒賀村・戸河内町は合併し安芸太田町）の各沿線自治体に無償で譲渡され、各自治体は跡地の活用についての検討に入った。
一方、廃止後も廃止区間を鉄道として再生しようという動きがあり、2004年（平成16年）1月、住民グループ「太田川流域鉄道再生協会」（会長・伊藤稔、事務局長・山根弘司）が結成され、駅舎・線路や踏切などの鉄道施設の撤去に反対する運動が行われた。同年4月12日、同協会により「太田川鉄道株式会社」（2004年4月14日会社設立登記。代表取締役社長・山根弘司、同年12月に有限会社に改組）が設立され、事業計画を加計町、戸河内町、筒賀村、湯来町および広島市に提出した。事業計画の内容は、第1段階として2004年9月から秋の観光シーズンや週末に観光鉄道として運行、第2段階として地域鉄道と観光鉄道を両立し、廃止区間の再生を目指すというものであった。また課題として (1) 潤沢な資金の用意 (2) 鉄道事業の認可申請 (3) 可部駅及び存続区間への乗り入れに関わるJR西日本との交渉を挙げていた。しかし住民グループの地域おこし企画程度の内容であり、路線調査や集会などは開催したものの、大口の出資者は全く無かった。このため協会は「太田川流域鉄道再生基金」と称する基金を設立し、地域のテレビ番組やウェブサイト等で募金を呼びかけ、その募金を基に観光鉄道としての運行再開を目指した。しかし活動を断念した（後述）2005年（平成17年）5月20日までに集まった募金は応募件数1,590、金額はわずか7,224,000円ほどで、同規模の第三セクターと比較すれば工事費はおろか開業時の運転資金にすら遠く及ばない額であった。安芸太田町議会の中にも路線の再生に肯定的な意見を持つ議員が数名いたものの、実現の可能性が著しく低い構想であるため、佐々木清蔵町長他町幹部やほとんどの町議は鉄道の再生に否定的な見解を示した。廃線跡の譲渡を受けた安芸太田町は同年12月、「可部線廃線跡地利活用計画」にかかる予算が町議会において可決されたことを受け、所有者・管理者として安全上線路や旧鉄道施設を放置できないため、線路、枕木の撤去や駅舎解体などを開始、町は2005年内には廃線跡全区間の施設撤去と再整備に着手する方針を示した。この結果鉄道の復活が不可能となり、太田川流域鉄道再生協会は活動を断念。集まった支援金の返還を決め、同年5月25日に伊藤稔・太田川流域鉄道再生協会会長の名義で募金・支援金の返還を発表した。同月返金作業を終え、同年6月29日、太田川鉄道有限会社は定期役員総会において会社解散を決議、太田川流域鉄道再生協会も同7月1日、会社清算完了後解散することを公表。月内に会社清算結了、太田川流域鉄道再生協会は解散した。
そのほか、可部線の広島市内の廃線跡の処置については、2006年（平成18年）3月に広島市がビジョンを公表している。これによれば、河戸駅の先、長井・荒下地区までは電化再生、それ以外の区間は道路拡幅用地や自転車道、公園などへの整備が謳われている。また、長井・荒下地区までの区間についてもスケジュールや費用負担などの具体的な言明は一切なく、現状の再確認にとどまっている。その上で当面は廃線跡にヒマワリを植える計画であり、市として復活関連の事業は、その時のビジョンでは当面何も行わないことを事実上明らかにしていた。

### 線路跡の状況
可部駅 - 三段峡駅間の廃止後、可部駅 - 河戸駅間 (1.3 km) は広島市とJRの協定の関係でほとんどそのまま残された。可部駅からの線路は駅北側の国道54号オーバークロス手前で第3種車止めが設置され、それ以北の線路からは切断された。切断部分以北の線路の踏切部分についてはアスファルトで覆われた。その先の河戸駅 - 三段峡駅間 (44.9 km) は廃止から1年以上、踏切部分のみ撤去されて路盤など設備はほぼ原状のまま残っていた。
2005年（平成17年）に入り、安芸太田町内は線路・枕木が一部を除いて撤去され、駅も一部撤去や路盤から道路への転用が始まっている。三段峡駅跡地は交流施設となっている。加計駅跡地には体験交流館「かけはし」が整備された。広島市内の区間については、可部駅 - 河戸駅間以外は2007年（平成19年）度中に線路・枕木が撤去された。営業再開の対象となった可部駅からあき亀山駅までの間(1.6 km)は、路盤を残して施設を一度全て撤去したうえで、踏切が再設置され、線路やバラストが敷き直された。

## 可部駅 - あき亀山駅間の延伸（復活）

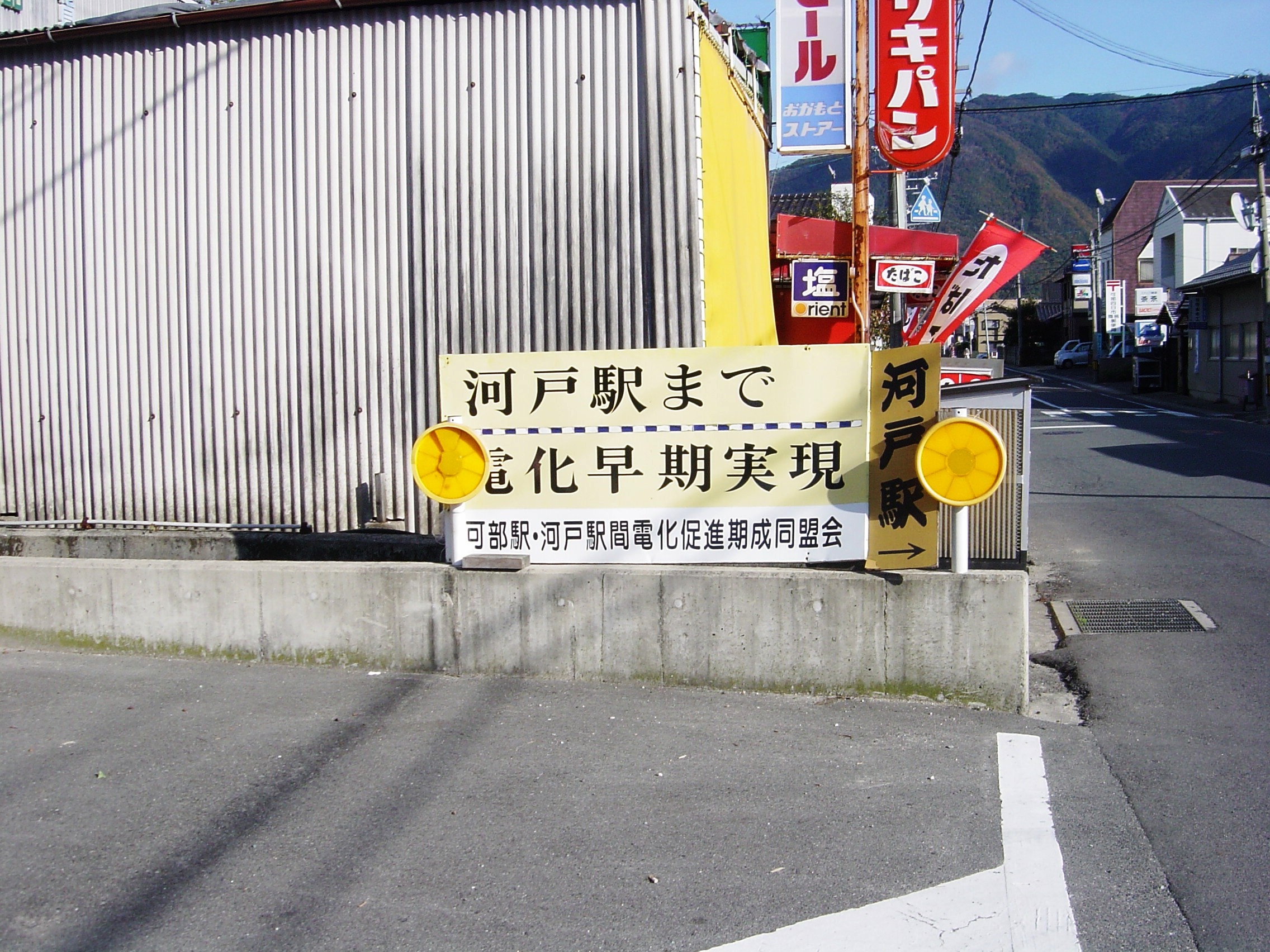
『可部駅・河戸駅間電化促進期成同盟会』の看板。復活の原動力になった。

この区間の延伸（復活）の進展に至る過程には、地元住民の熱心な電化延伸運動が存在していた（住民運動については「河戸駅#可部駅 - 河戸駅相当区間電化復活と住民活動」も参照）。
可部駅 - 河戸駅間は、昭和40年代（1965年 - 1975年）の住宅建設ラッシュの中で住宅団地が多く造成され、住宅が多く建てられていた。

### 1990年代
1994年（平成6年）夏、可部線の部分廃止が具体化する以前から、河戸駅周辺の亀山地区住民、約6,000世帯が「可部駅・河戸駅間電化促進期成同盟会」を結成し、電化延伸運動を開始した。1996年（平成8年）9月には、地元自治会を中心に377世帯が加入した「河戸地区まちづくり協議会」が旗揚げした。
1998年（平成10年）9月にJR西日本が廃止の意向を明らかにした以降も、活動は活発に行われていた。

### 2000年代
2003年（平成15年）の部分廃止の時には、廃線は免れなかったものの、可部駅 - 河戸駅間に関してはJR西日本と広島市の間で「市から電化延伸の協議があれば応じる」と確約を取り付けた。ただ、費用については地元負担を原則にしていたため、緑井駅 - 可部駅間のすれ違い施設を含め30億から40億円かかることで、廃線時までには、河戸駅間電化に関する具体的な動きはなかった。廃線後も、広島市と旧河戸駅周辺住民による「JR可部線電化延伸等連絡会」が月1回開かれた。
2008年（平成20年）9月に、「可部線活性化調査」が国の補助対象に選ばれ、計画が具体化した。そのことでJR可部線活性化協議会が設置され、広島市・JR西日本のほか、バス会社やオブサーバーとして国土交通省が参加した。2009年（平成21年）12月には、活性化素案に電化延伸を盛り込む意向が明らかになった。

### 2010年代
2011年（平成23年）2月3日、広島市は可部線で2003年（平成15年）に廃止された区間のうち可部駅から廃止区間にある河戸駅西方約400m付近に設置される予定の新駅までの約2kmを電化して復活させることを明らかにした（一旦廃止されているため、延伸新線として開業）。計画では、広島市と国が建設費の大半を負担して、2013年度中の完成を目指して2011年度中に着工とした。
2011年（平成23年）2月16日には、JR西日本の広島支社長が、広島市と早期同意する意向を示した。
2011年（平成23年）2月25日、広島市が新駅を旧荒下県営住宅跡地に設置し、同地に広島市立安佐市民病院を移転（2014年2月、広島市議会において移転に関する費用を盛り込んだ病院事業会計の補正予算案が否決され、病院移転計画については停止されている）、周辺を住宅地等として整備する方向で検討を進めていることが明らかになった。新しい終着駅は、旧河戸駅より路線を約400m延伸し、亀山南の荒下県営住宅跡地に、また可部駅と新駅の中間にも別の新駅を設置。路盤は不要な設備を撤去した後で整備するとした。また運行本数は、広島駅 - 可部駅間の本数を確保するとした。
2011年（平成23年）9月7日にJR西日本の広島支社長は、国土交通省が安全面から新線への設置を認めていない踏切 を住民の要望で3カ所復活させるため、同省中国運輸局との調整が必要となったこと、線路など鉄道施設の耐久性の問題などを理由に、同年9月末の最終決定を事実上先送りすることを明らかにした。
国土交通省は踏切道改良促進法に基づき「鉄道の新線建設にあっては、原則として道路との立体交差化を進めるものとする」との方針から、新設鉄道と道路との交点については高架化あるいは地下化を指導しているため、JR西日本は踏切の全廃を提案したものの、住民が「生活道路が遮断され不便」と反対。広島市も立体交差まで事業化することは困難であったため、2012年（平成24年）に入っても、踏切の扱いをめぐる協議がまとまらなかった。同年1月18日に広島市はスケジュールに遅れが出ているのを認め、電化延伸工事の2011年度内着工が困難となり、計上した関連予算を次年度の2012年度に繰り越す検討に入り、完成が2013年度中から遅れる可能性が出てきたことを明らかにした。
その後、2012年12月31日に、2012年度中に着工、2015年（平成27年）度に運行を開始することを、広島市とJR西日本の間で2013年（平成25年）1月中旬頃に合意すると報じられ、同年2月1日に広島市とJR西日本との間で合意、同月4日に発表した。総事業費は約27億円、国から3分の1の補助を受けて広島市が負担する。駅舎や路線などは広島市が整備し所有。JR西日本は運行や保線経費を受け持つ。2015年（平成27年）3月のダイヤ改正時を開業目標とした。
更に2013年9月、踏切に関する調整に時間が掛かったことからJR西日本が夏に行う予定であった国土交通省への事業許可申請が遅延した。このため2013年秋から着手するとされていた古いレールの撤去なども遅れており、2015年3月の開業は困難な見通しとなっていることが明らかとなった。開業は1年遅れの2016年3月になる見込みとなった。その後2013年11月28日にJR西日本が許可申請を行った。
2014年（平成26年）2月25日、JR西日本が鉄道事業許可を取得した。しかし、広島市による駅建設用地取得の手続きが遅れていることから、延伸開業がさらに2017年春に延期すると決まった。地権者毎に土地の境界を確定する作業に予定より時間がかかり、予定していた2014年内の用地取得が半年ずれる見込みで2016年（平成28年）のダイヤ改正に間に合わず、さらに次の改正時期まで延期となった。
2015年（平成27年）2月6日に延伸区間の駅舎の設計がほぼ終了したため、新駅と延伸対応した可部駅のイメージパースを発表した。可部駅もホーム改良に合わせて上下線分離駅となり自由通路を設置する。2016年（平成28年）7月8日には延伸区間に新設する中間駅・終端駅の駅名が、それぞれ河戸帆待川駅、あき亀山駅と発表された。同年12月16日には延伸区間の開業日が2017年（平成29年）3月4日と発表された。
2017年3月4日に可部駅 - あき亀山駅間が延伸開業、いったん廃止されたJRの路線が復活した全国で初めての事例となった。

### 事業概要
2013年2月4日付のプレスリリース「JR可部線の電化延伸について」に記載されている事業概要は以下の通り
- 事業主体：JR可部線活性化協議会 （JR西日本、関係バス事業者、広島市などで構成）
- 区間：可部駅 - 荒下県営住宅跡地
- 路線距離：1.6 km
- 駅数：2駅（可部駅を除く）
  - 可部駅は単式ホーム1面1線と島式ホーム1面2線の計2面3線から、単式ホーム1線と島式ホームのうち1線を廃止して下りホーム1線を増設し、相対式ホーム2面2線へ改良する。
  - 中間駅は単式ホーム1面1線で無人駅。
  - 終端駅は頭端式ホーム1面2線で無人駅。
- 新設踏切数：3箇所
  - このうち1箇所は鉄道との立体交差化が完成するまでの暫定踏切。
- 概算事業費：27億円

## 輸送改善計画
広島市はJR可部線活性化協議会での検討内容や市民意見などを踏まえ、2010年2月に「JR可部線活性化連携計画」を作成し、ハード・ソフトの両側面で施策の計画をしている。
線路関係では、前述の可部線延伸計画のほかにも以下の計画がされている。
- 列車交換設備の追加と可部変電所[注釈 8] の増強
梅林駅 - 可部駅間は2駅連続で列車交換が不可能であることによって梅林駅と可部駅で列車待ち合わせが長時間化している。このため、上八木駅に列車交換設備の追加が検討されているとともに、列車交換設備が新設されると列車が増発できるようになることから変電所の増強が検討されている。
- 分岐器の改良
分岐器の通過速度を向上させるため、より高い番数への分岐器の取り替えが検討されている。[注釈 9]

### 計画完遂
- 横川駅の線形改良
駅構内の山陽本線と可部線との接続が単線であることにより、可部線ホームでの列車待ち合わせと可部線への進入出による山陽本線の遮断が長時間化し、運行間隔と山陽本線に悪影響を与えているため、複線化が行われた。2015年春ダイヤ改正前に完成。詳細は「横川駅」を参照。

## 利用状況
2022年（令和4年）度の最混雑区間（可部 → 広島間）の混雑率は122%である。
広島シティネットワークに指定されている路線でありながら全線が単線であり、これ以上の本数の増加は難しい状況である。また、一列車あたりの編成長は最長でも4両編成であり、これ以上の長編成化にはホームの延伸が必要となる。私鉄の軽便鉄道をルーツとしているためホーム幅が狭く、住宅密集地となっているため、複線化やホーム拡張のための用地取得も困難な状況である。
沿線人口も増加傾向であり、当路線は広島県内で最も混雑率が高い路線となっている。
近年の輸送実績を下表に記す。表中、最高値を赤色で、最高値を記録した年度以降の最低値を青色で、最高値を記録した年度以前の最低値を緑色で表記している。
| 年度               | 最混雑区間（可部 → 広島間）輸送実績 | 最混雑区間（可部 → 広島間）輸送実績 | 最混雑区間（可部 → 広島間）輸送実績 | 最混雑区間（可部 → 広島間）輸送実績 | 特記事項                            |
| 年度               | 運転本数：本                        | 輸送力：人                          | 輸送量：人                          | 混雑率：%                           | 特記事項                            |
| ------------------ | ----------------------------------- | ----------------------------------- | ----------------------------------- | ----------------------------------- | ----------------------------------- |
| 2011年（平成23年） | 6                                   | 3,154                               | 2,989                               | 95                                  |                                     |
| 2012年（平成24年） | 5                                   | 2,664                               | 3,070                               | 115                                 |                                     |
| 2013年（平成25年） | 5                                   | 2,664                               | 2,811                               | 106                                 |                                     |
| 2014年（平成26年） | 5                                   | 2,664                               | 3,224                               | 121                                 | 2015年3月14日、新白島駅開業         |
| 2015年（平成27年） | 5                                   | 2,610                               | 3,099                               | 119                                 |                                     |
| 2016年（平成28年） | 5                                   | 2,552                               | 3,002                               | 122                                 | 2017年3月4日、可部 - あき亀山間開業 |
| 2017年（平成29年） | 5                                   | 2,524                               | 2,783                               | 110                                 |                                     |
| 2018年（平成30年） | 5                                   | 2,608                               | 3,171                               | 122                                 |                                     |
| 2019年（令和元年） | 5                                   | 2,580                               | 3,137                               | 122                                 |                                     |
| 2020年（令和02年） | 5                                   | 2,580                               | 3,405                               | 132                                 |                                     |
| 2021年（令和03年） | 5                                   | 2,580                               | 3,395                               | 132                                 |                                     |
| 2022年（令和04年） | 5                                   | 2,580                               | 3,150                               | 122                                 |                                     |

### 平均通過人員
各年度の平均通過人員（人/日）は以下のとおりである。
| 年度                   | 平均通過人員（人/日）                         | 出典        |
| 年度                   | 横川 - あき亀山 （2015年度までは横川 - 可部） | 出典        |
| ---------------------- | --------------------------------------------- | ----------- |
| 1987年度（昭和62年度） | 11,361                                        | [ 統計 5 ]  |
| 2008年度（平成20年度） | 18,635                                        | [ 11 ]      |
| 2013年度（平成25年度） | 19,105                                        | [ 統計 5 ]  |
| 2014年度（平成26年度） | 19,021                                        | [ 統計 1 ]  |
| 2015年度（平成27年度） | 18,474                                        | [ 統計 6 ]  |
| 2016年度（平成28年度） | 18,720                                        | [ 統計 7 ]  |
| 2017年度（平成29年度） | 17,690                                        | [ 統計 8 ]  |
| 2018年度（平成30年度） | 17,868                                        | [ 統計 3 ]  |
| 2019年度（令和元年度） | 18,147                                        | [ 統計 9 ]  |
| 2020年度（令和02年度） | 14,454                                        | [ 統計 2 ]  |
| 2021年度（令和03年度） | 14,562                                        | [ 統計 10 ] |
| 2022年度（令和04年度） | 15,934                                        | [ 統計 11 ] |
| 2023年度（令和05年度） | 16,630                                        | [ 統計 12 ] |

## 駅一覧

### 営業中の区間
便宜上、全列車が乗り入れる山陽本線広島駅 - 横川駅間の駅も合わせて記載。
- 全駅広島県広島市に所在し、特定都区市内制度における「広島市内」エリア（広）の駅である。
- 営業キロは横川駅起点。
- 全列車がすべての駅に停車。呉線から直通する快速列車も、可部線内では普通（各駅停車）として運転される。
- 接続路線 … 駅名が異なる場合は⇒印で駅名を記す。
- 線路（可部線内は全線単線） … ◇・∨・∧：列車交換可能、｜：列車交換不可、||：複線（山陽本線内）
- 駅ナンバーは2020年9月より順次導入[83]。

| 路線名   | 駅ナンバー   | 駅名     | 営業キロ | 営業キロ                                          | 接続路線 | 線路     | 所在地 |
| 路線名   | 駅ナンバー   | 駅名     | 駅間     | 累計                                              | 接続路線 | 線路     | 所在地 |
| -------- | ------------ | -------- | -------- | ------------------------------------------------- | --- | -------- | ------ |
| 山陽本線 | JR-B01       | 広島駅   | -        | 3.0                                               | 西日本旅客鉄道： 山陽新幹線・ 山陽本線 （瀬野方面：JR-G01）・ 呉線（JR-Y01）・ 芸備線（JR-P01） 広島電鉄： 本線 ⇒ 広島駅停留場（M1） | \|\|     | 南区   |
| 山陽本線 | JR-B02       | 新白島駅 | 1.8      | 1.2                                               | 広島高速交通：広島新交通1号線（アストラムライン）                                                                                    | \|\|     | 中区   |
| 山陽本線 | JR-B03       | 横川駅   | 1.2      | 0.0                                               | 西日本旅客鉄道： 山陽本線（JR-R03・岩国方面） 広島電鉄： 横川線 ⇒ 横川駅停留場（Y5）                                                 | ∨        | 西区   |
| 可部線   | JR-B03       | 横川駅   | 1.2      | 0.0                                               | 西日本旅客鉄道： 山陽本線（JR-R03・岩国方面） 広島電鉄： 横川線 ⇒ 横川駅停留場（Y5）                                                 | ∨        | 西区   |
| JR-B04   | 三滝駅       | 1.1      | 1.1      |                                                   | ◇ |          | 西区   |
| JR-B05   | 安芸長束駅   | 1.5      | 2.6      |                                                   | ◇ | 安佐南区 |        |
| JR-B06   | 下祇園駅     | 1.3      | 3.9      |                                                   | ◇ | 安佐南区 |        |
| JR-B07   | 古市橋駅     | 1.4      | 5.3      |                                                   | ◇ | 安佐南区 |        |
| JR-B08   | 大町駅       | 1.2      | 6.5      | 広島高速交通：広島新交通1号線（アストラムライン） | ｜ | 安佐南区 |        |
| JR-B09   | 緑井駅       | 0.8      | 7.3      |                                                   | ◇ | 安佐南区 |        |
| JR-B10   | 七軒茶屋駅   | 0.7      | 8.0      |                                                   | ｜ | 安佐南区 |        |
| JR-B11   | 梅林駅       | 1.6      | 9.6      |                                                   | ◇ | 安佐南区 |        |
| JR-B12   | 上八木駅     | 1.6      | 11.2     |                                                   | ｜ | 安佐南区 |        |
| JR-B13   | 中島駅       | 1.4      | 12.6     |                                                   | ｜ | 安佐北区 |        |
| JR-B14   | 可部駅       | 1.4      | 14.0     |                                                   | ◇ | 安佐北区 |        |
| JR-B15   | 河戸帆待川駅 | 0.8      | 14.8     |                                                   | ｜ | 安佐北区 |        |
| JR-B16   | あき亀山駅   | 0.8      | 15.6     |                                                   | ∧ | 安佐北区 |        |

1. ↑  呉線の正式な終点は山陽本線海田市駅だが、運転系統上は広島駅に乗り入れる。

駅の管理は全て横川駅で行っている。可部線の駅のうち、横川駅・下祇園駅は直営駅、安芸長束駅・大町駅・可部駅（2025年9月1日に無人駅化予定）はJR西日本中国交通サービスによる業務委託駅、その他の駅は無人駅である。

#### 廃駅
廃止区間の駅は後節を参照。( )内の数値は横川駅起点の営業キロ。
- 1943年廃止
  - 新庄橋駅：三滝駅（旧） - 安芸長束駅間の旧線区間 (1.8)
  - 安芸山本駅：安芸長束駅 - 下祇園駅間 (3.3)
  - 祇園駅：下祇園駅 - 古市橋駅間 (4.4)
  - 安駅：大町駅付近 (6.7)
  - 七軒屋駅：七軒茶屋駅 - 梅林駅間 (8.9)
  - 中八木駅：梅林駅 - 上八木駅間 (10.9)
- 1943年以前の廃止
  - 松原停留場：横川駅‐三滝駅（旧）間の旧々線区間、1928年廃止
  - 古市停留場：古市橋駅 - 緑井駅間の旧線区間、1929年廃止
  - 大田川橋東詰停留場：上八木駅 - 中島駅間、1933年廃止

### 廃止区間
経路変更による旧線の廃駅は前節参照。
- 所在地の自治体名は廃止当時のもの。全駅広島県に所在。加計町・筒賀村・戸河内町は現・安芸太田町、湯来町は現・広島市佐伯区の一部。（広）と表示されている駅は、特定都区市内制度における「広島市内」エリアの駅であった。
- 線路（この区間は全線非電化・単線） … ◇：列車交換可能、｜：列車交換不可、△：加計・三段峡方面同士の列車の交換は不可

| 駅名          | 営業キロ | 営業キロ | 線路 | 所在地          | 所在地          |
| 駅名          | 駅間     | 累計     | 線路 | 所在地          | 所在地          |
| ------------- | -------- | -------- | ---- | --------------- | --------------- |
| 可部駅 広     | -        | 14.0     | △    | 広島市 安佐北区 | 広島市 安佐北区 |
| 河戸駅 広     | 1.3      | 15.3     | ｜   | 広島市 安佐北区 | 広島市 安佐北区 |
| 今井田駅 広   | 2.4      | 17.7     | ｜   | 広島市 安佐北区 | 広島市 安佐北区 |
| 安芸亀山駅 広 | 2.9      | 20.6     | ｜   | 広島市 安佐北区 | 広島市 安佐北区 |
| 毛木駅 広     | 2.8      | 23.4     | ｜   | 広島市 安佐北区 | 広島市 安佐北区 |
| 安芸飯室駅 広 | 1.7      | 25.1     | ◇    | 広島市 安佐北区 | 広島市 安佐北区 |
| 布駅 広       | 2.4      | 27.5     | ｜   | 広島市 安佐北区 | 広島市 安佐北区 |
| 小河内駅 広   | 2.1      | 29.6     | ｜   | 広島市 安佐北区 | 広島市 安佐北区 |
| 安野駅        | 2.5      | 32.1     | ｜   | 山県郡 加計町   | 山県郡 加計町   |
| 水内駅        | 4.1      | 36.2     | ｜   | 佐伯郡 湯来町   | 佐伯郡 湯来町   |
| 坪野駅        | 1.4      | 37.6     | ｜   | 山県郡          | 加計町          |
| 田之尻駅      | 3.0      | 40.6     | ｜   | 山県郡          | 筒賀村          |
| 津浪駅        | 1.9      | 42.5     | ｜   | 山県郡          | 加計町          |
| 香草駅        | 1.9      | 44.4     | ｜   | 山県郡          | 加計町          |
| 加計駅        | 1.6      | 46.0     | ◇    | 山県郡          | 加計町          |
| 木坂駅        | 1.9      | 47.9     | ｜   | 山県郡          | 加計町          |
| 殿賀駅        | 2.1      | 50.0     | ｜   | 山県郡          | 加計町          |
| 上殿駅        | 2.0      | 52.0     | ｜   | 山県郡          | 戸河内町        |
| 筒賀駅        | 2.1      | 54.1     | ｜   | 山県郡          | 筒賀村          |
| 土居駅        | 2.1      | 56.2     | ｜   | 山県郡          | 戸河内町        |
| 戸河内駅      | 1.1      | 57.3     | ｜   | 山県郡          | 戸河内町        |
| 三段峡駅      | 2.9      | 60.2     | ｜   | 山県郡          | 戸河内町        |

## 今福線予定区間
新線
三段峡駅 - 橋山駅 - 芸北駅 - 波佐駅 - 徳田駅 - 旭町駅 - 石見今福駅 - 浜田駅
旧線
（三段峡駅 - 石見今福駅間は新旧線で変更なし）
石見今福駅 - 下佐野駅 - 有福駅 - 上府駅 - 下府駅
三段峡駅から先の区間は「今福線」として1974年に全線で工事に着手した。旧芸北町（現・北広島町）・旧金城町（現・浜田市）を経て山陰本線に接続するルートで建設された（「今福」は旧金城町の集落名の一つで、旧今福村）が、当初は下府駅を終点とする計画であった。旧線区間の石見今福 - 下府間は太平洋戦争前に着手され、大半のトンネルと橋梁が完成していたが、戦時供出によりレールの敷設ができず、その後の水害で路盤が崩壊してしまった。戦後建設を再開するに当たり、当初はこの旧線を手直しして使用することになったが、急こう配や急カーブを理由にこの案は破棄されて上記の浜田駅までの新線ルートとなった経緯が存在する。また、新線建設にあたり旧線の路盤を一部切り崩して新線の路盤とした区間が存在する。
戦後の計画は三段峡 - 浜田間に平均速度100 km/h・全長約54 kmの新線を建設することに加え、広島 - 三段峡間も同じく旧線とは大きく異なるルートを経由するほぼ直線的な高規格新線を敷設することで、広島 - 浜田間約89 km（全区間中89%が山岳トンネル）という高規格新線を建設し、広島駅で山陽新幹線と直結する主要幹線として広島 - 浜田間をノンストップ特急列車により約55分で結ぶ構想がなされていた。日本鉄道建設公団下関支社は社団法人中国地方総合調査会に対し、「平均時速80 km、キロ程およそ100 kmの広島〜浜田間陰陽連絡幹線の経済性」に関する調査を委託していたが、委託を受けた中国地方総合調査会が1969年9月に発行した資料では戸河内 - 浜田間だけでなく、広島 - 戸河内間も従来の可部線（可部・加計経由）のルートとは大きく異なり、広島 - 戸河内間をほぼ一直線で短絡するという概要図が掲載されている。同書は、中国地方東部では伯備線が陰陽連絡のメインルートとして整備されることが当時計画されていた一方、中国地方西部には有力な陰陽連絡鉄道がなかったことから、中国地方の拠点都市かつ最大の経済集積地域である広島市と島根県石見地方の中心都市である浜田市を結ぶ「広浜線」を準幹線として整備することで、石見地方の発展を主導するだけでなく、広域幹線交通網の補完機能をなしたり、陰陽循環ルート（山陽 - 伯備 - 山陰 - 広浜、もしくは山陽 - 山陰 - 広浜）を形成することにより、広域行政・経済・観光などにおいて中国地方の発展を促進することが期待できるとしている。
三段峡駅の先では全長が10 km近い三段峡トンネルが計画されており、試掘坑の掘鑿に着手されていた。しかし、国鉄再建法に基づいて1980年に新線建設が凍結されたため工事は中止された。この時に建設された試掘坑は現在サクラオブルワリーアンドディスティラリーの焼酎等の保管施設として利用されている。
工事凍結後は旧線の一部のトンネルが道路として使用されていたが、老朽化や行き違いトラブルなどにより現在は閉鎖された。道路に転用されなかったトンネルも、立地が非常に危険で到達困難な場所に存在するか、フェンスにより立ち入りが禁止された状態となっている。
旧線の橋梁には、工事が戦時中だったため鉄の節約目的でコンクリートアーチ橋がいくつか採用されており、2008年にそのアーチ橋群が土木学会選奨土木遺産に指定された。

## 可部線が登場した作品
- おニャン子クラブの河合その子が1986年3月21日に発売した「青いスタスィオン」（作詞・秋元康、作曲・後藤次利）のプロモーションビデオでは、今井田駅が使用された。
- 井伏鱒二の小説『黒い雨』の舞台は可部線であり、可部駅の名前や、現在は廃駅となった安芸山本駅の名前が登場している。
- 劇場版『天然コケッコー』では、今福新線の石見今福駅予定地近くの下長屋トンネルを抜けたところにある橋梁がロケ地の一つとなっている。
- NHKで2020年に放送された『アーカイブス秘蔵映像でよみがえる にっぽんの廃線100』（G：5月6日、BSP：8月1日放送）では、番組最後の100番目に紹介された。